# Campeonato Brasileiro de Futebol de 2021 - Série D
A Série D do Campeonato Brasileiro de Futebol de 2021 foi a décima 13.ª da competição de futebol profissional equivalente à quarta divisão no Brasil. Esta edição foi disputada por 68 equipes, que se classificaram através dos campeonatos estaduais e por outros torneios realizados por cada uma das federações estaduais, além dos quatro rebaixados da Série C de 2020.
A Aparecidense foi a campeã da competição, garantindo o primeiro título da Série D para um clube da região Centro-Oeste e tornando-se o primeiro clube do interior de Goiás a levantar um troféu nacional. A conquista do Camaleão veio com o empate no jogo de volta da final contra o Campinense, após vitória por 1–0 na primeira partida, fora de casa. Além do campeão e vice, os semifinalistas ABC e Atlético Cearense também foram promovidos à Série C. Como em 2018, três clubes de uma mesma região, o Nordeste, conquistaram o acesso em uma mesma edição da Série D.

## Critérios de classificação
Com o mesmo formato desde que a competição passou a contar com 68 equipes, as vagas foram distribuídas da seguinte forma:
- Os quatro rebaixados da Série C do ano anterior;
- O estado 1º colocado no Ranking Nacional das Federações tem direito a 4 vagas;
- Do 2º ao 9º colocado no Ranking Nacional das Federações têm direito a 3 vagas;
- Do 10º ao 19º colocado no Ranking Nacional das Federações têm direito a 2 vagas;
- Do 20º ao 27º colocado  no Ranking Nacional das Federações têm direito a uma vaga na fase de grupos para o campeão estadual e uma vaga na fase preliminar para o vice campeão estadual ou para o vencedor da copa estadual;

Os indicados das federações estaduais são selecionados através do desempenho nos Campeonatos Estaduais ou outros torneios realizados por cada federação estadual.
Em caso de desistência, a vaga é ocupada pelo clube da mesma federação melhor classificado, ou então, pelo clube apontado pela federação estadual. Se o estado não indicar nenhum representante, a vaga é repassada ao melhor estado seguinte posicionado no Ranking Nacional das Federações, que indica uma equipe a ocupar o mesmo grupo da equipe original. Caso a vaga ainda fique em aberto, é transferida ao segundo estado seguinte e melhor colocado no ranking, e assim sucessivamente. O limite de usufruto de vaga repassada é de uma por federação.
As equipes que disputam a Série D geralmente são definidas pelo seu posicionamento na tabela de classificação de seus respectivos campeonatos estaduais. Quando nos estaduais existe algum participante que já disputa alguma divisão superior do Campeonato Brasileiro (Séries A, B ou C), a classificação para a Série D se dá a seguinte equipe melhor posicionada na tabela de classificação. Em alguns estados, os campeonatos locais servem apenas como classificação para a Copa do Brasil da temporada subsequente. A federação destes estados prefere realizar algum torneio paralelo ao estadual propriamente dito, para definir seu(s) representante(s) na Série D do Campeonato Brasileiro. Desde a edição de 2016, por conta de ajustes no regulamento feitos pela CBF, os campeonatos e seletivas estaduais de um ano classificam suas equipes para as competições nacionais do ano seguinte.

## Formato de disputa
A competição conta com uma seletiva, com confrontos eliminatórios, envolvendo os segundos representantes das oito entidades estaduais com o pior posicionamento no Ranking Nacional das Federações. Assim, a fase de grupos da Série D consiste de 64 equipes. Elas são divididas em oito chaves, com oito equipes em cada, com jogos de ida e volta. As quatro melhores de cada grupo se classificam para a segunda fase, totalizando 32 equipes. Estas se enfrentam em confrontos eliminatórios até a definição do campeão e do acesso à Série C de 2022: segunda fase, oitavas, quartas, semifinais e final.

## Participantes
| Equipe                 | Cidade                  | Estado | Como se classificou                 | Estádio (mando)              | Capacidade | Títulos        |
| ---------------------- | ----------------------- | ------ | ----------------------------------- | ---------------------------- | ---------- | -------------- |
| 4 de Julho             | Piripiri                | PI     | Campeão do Estadual 2020            | Arena Ytacoatyara            | 8 500      | 0 (não possui) |
| ABC                    | Natal                   | RN     | Campeão do Estadual 2020            | Frasqueirão                  | 18 000     | 0 (não possui) |
| Águia Negra            | Rio Brilhante           | MS     | Campeão do Estadual 2020            | Ninho D'Águia                | 8 000      | 0 (não possui) |
| Aimoré                 | São Leopoldo            | RS     | 3º melhor colocado do Estadual 2020 | Cristo-Rei                   | 7 800      | 0 (não possui) |
| América de Natal       | Natal                   | RN     | Vice-campeão do Estadual 2020       | Arena das Dunas              | 32 050     | 0 (não possui) |
| Aparecidense           | Aparecida de Goiânia    | GO     | 3º melhor colocado do Estadual 2020 | Annibal Batista de Toledo    | 5 000      | 0 (não possui) |
| Aquidauanense          | Aquidauana              | MS     | Vice-campeão do Estadual 2020       | Noroeste                     | 5 000      | 0 (não possui) |
| ASA                    | Arapiraca               | AL     | Campeão da Copa Alagoas 2020        | Fumeirão                     | 15 332     | 0 (não possui) |
| Atlético Acreano       | Rio Branco              | AC     | Melhor colocado do Estadual 2020    | Arena Acreana                | 20 000     | 0 (não possui) |
| Atlético Cearense      | Fortaleza               | CE     | 2º melhor colocado do Estadual 2020 | Domingão                     | 10 500     | 0 (não possui) |
| Atlético de Alagoinhas | Alagoinhas              | BA     | Melhor colocado do Estadual 2020    | Carneirão                    | 16 000     | 0 (não possui) |
| Bahia de Feira         | Feira de Santana        | BA     | 3º melhor colocado do Estadual 2020 | Arena Cajueiro               | 4 000      | 0 (não possui) |
| Bangu                  | Rio de Janeiro          | RJ     | 3º melhor colocado do Estadual 2020 | Moça Bonita                  | 9 500      | 0 (não possui) |
| Boa Esporte            | Varginha                | MG     | 19º colocado da Série C de 2020     | Melão                        | 15 471     | 0 (não possui) |
| Boavista-RJ            | Saquarema               | RJ     | Melhor colocado do Estadual 2020    | Elcyr Resende                | 2 058      | 0 (não possui) |
| Brasiliense            | Taguatinga              | DF     | Vice-campeão do Metropolitano 2020  | Boca do Jacaré               | 28 800     | 0 (não possui) |
| Caldense               | Poços de Caldas         | MG     | Melhor colocado do Estadual 2020    | Ronaldão                     | 7 600      | 0 (não possui) |
| Campinense             | Campina Grande          | PB     | Melhor colocado do Estadual 2020    | Amigão                       | 19 000     | 0 (não possui) |
| Castanhal              | Castanhal               | PA     | Melhor colocado do Estadual 2020    | Modelão                      | 5 000      | 0 (não possui) |
| Caucaia                | Caucaia                 | CE     | 3º melhor colocado do Estadual 2020 | Raimundão                    | 4 000      | 0 (não possui) |
| Caxias                 | Caxias do Sul           | RS     | Melhor colocado do Estadual 2020    | Centenário                   | 22 132     | 0 (não possui) |
| Central                | Caruaru                 | PE     | 3º melhor colocado do Estadual 2020 | Estádio Luiz José de Lacerda | 19 478     | 0 (não possui) |
| Cianorte               | Cianorte                | PR     | 2º melhor colocado do Estadual 2020 | Albino Turbay                | 4 000      | 0 (não possui) |
| Esportivo              | Bento Gonçalves         | RS     | 2º melhor colocado do Estadual 2020 | Montanha dos Vinhedos        | 15 000     | 0 (não possui) |
| Fast Clube             | Manaus                  | AM     | 2º melhor colocado do Estadual 2020 | Colina                       | 10 000     | 0 (não possui) |
| FC Cascavel            | Cascavel                | PR     | Melhor colocado do Estadual 2020    | Olímpico Regional            | 28 125     | 0 (não possui) |
| Ferroviária            | Araraquara              | SP     | 2ª melhor colocada do Estadual 2020 | Fonte Luminosa               | 20 000     | 0 (não possui) |
| Galvez                 | Rio Branco              | AC     | Campeão do Estadual 2020            | Arena Acreana                | 20 000     | 0 (não possui) |
| Gama                   | Gama                    | DF     | Campeão do Metropolitano 2020       | Mané Garrincha               | 78 000     | 0 (não possui) |
| GAS                    | Caracaraí               | RR     | Vice-campeão do Estadual 2020       | Flamarion Vasconcelos        | 4 556      | 0 (não possui) |
| Goianésia              | Goianésia               | GO     | Melhor colocado do Estadual 2020    | Valdeir José de Oliveira     | 6 000      | 0 (não possui) |
| Guarany de Sobral      | Sobral                  | CE     | Melhor colocado do Estadual 2020    | Junco                        | 10 000     | 1 (2010)       |
| Imperatriz             | Imperatriz              | MA     | 20º colocado da Série C de 2020     | Frei Epifânio                | 10 000     | 0 (não possui) |
| Inter de Limeira       | Limeira                 | SP     | 3ª melhor colocada do Estadual 2020 | Limeirão                     | 18 000     | 0 (não possui) |
| Itabaiana              | Itabaiana               | SE     | 2° melhor colocado do Estadual 2020 | Etelvino Mendonça            | 10 000     | 0 (não possui) |
| Jaraguá                | Jaraguá                 | GO     | 2º melhor colocado do Estadual 2020 | Amintas de Freitas           | 4 000      | 0 (não possui) |
| Joinville              | Joinville               | SC     | 3° melhor colocado do Estadual 2020 | Arena Joinville              | 17 545     | 0 (não possui) |
| Juazeirense            | Juazeiro                | BA     | 2º melhor colocado do Estadual 2020 | Adautão                      | 12 120     | 0 (não possui) |
| Juventude Samas        | São Mateus do Maranhão  | MA     | 2° melhor colocado do Estadual 2020 | Pinheirão                    | 500        | 0 (não possui) |
| Juventus de Jaraguá    | Jaraguá do Sul          | SC     | 2° melhor colocado do Estadual 2020 | João Marcatto                | 10 270     | 0 (não possui) |
| Madureira              | Rio de Janeiro          | RJ     | 2º melhor colocado do Estadual 2020 | Conselheiro Galvão           | 5 014      | 0 (não possui) |
| Marcílio Dias          | Itajaí                  | SC     | Melhor colocado do Estadual 2020    | Gigantão das Avenidas        | 6 010      | 0 (não possui) |
| Moto Club              | São Luís                | MA     | Melhor colocado do Estadual 2020    | Nhozinho Santos              | 12 891     | 0 (não possui) |
| Murici                 | Murici                  | AL     | Melhor colocado do Estadual 2020    | José Gomes da Costa          | 3 500      | 0 (não possui) |
| Nova Mutum             | Nova Mutum              | MT     | Campeão do Estadual 2020            | Valdir Doilho Wons           | 1 000      | 0 (não possui) |
| Palmas                 | Palmas                  | TO     | Campeão do Estadual 2020            | Nilton Santos                | 12 000     | 0 (não possui) |
| Paragominas            | Paragominas             | PA     | 2º melhor colocado do Estadual 2020 | Arena Verde                  | 10 000     | 0 (não possui) |
| Patrocinense           | Patrocínio              | MG     | 3º melhor colocado do Estadual 2020 | Pedro Alves do Nascimento    | 8 000      | 0 (não possui) |
| Penarol                | Itacoatiara             | AM     | Campeão do Estadual 2020            | Floro de Mendonça            | 5 000      | 0 (não possui) |
| Picos                  | Picos                   | PI     | Vice-campeão do Estadual 2020       | Helvídio Nunes               | 5 000      | 0 (não possui) |
| Porto Velho            | Porto Velho             | RO     | Campeão do Estadual 2020            | Aluizão                      | 5 000      | 0 (não possui) |
| Portuguesa             | São Paulo               | SP     | Campeã da Copa Paulista de 2020     | Canindé                      | 22 375     | 0 (não possui) |
| Real Ariquemes         | Ariquemes               | RO     | Vice-campeão do Estadual 2020       | Valerião                     | 2 500      | 0 (não possui) |
| Retrô                  | Camaragibe              | PE     | 2º melhor colocado do Estadual 2020 | Arena Pernambuco             | 44 000     | 0 (não possui) |
| Rio Branco-ES          | Vitória                 | ES     | Vice-campeão do Estadual 2020       | Kleber Andrade               | 20 000     | 0 (não possui) |
| Rio Branco-PR          | Paranaguá               | PR     | 3º melhor colocado do Estadual 2020 | Estradinha                   | 4 000      | 0 (não possui) |
| Rio Branco VN          | Venda Nova do Imigrante | ES     | Campeão do Estadual 2020            | Olímpio Perim                | 2 100      | 0 (não possui) |
| Santana                | Santana                 | AP     | Vice-campeão do Estadual 2020       | Zerão                        | 10 000     | 0 (não possui) |
| Santo André            | Santo André             | SP     | Melhor colocado do Estadual 2020    | Distrital do Inamar          | 8 075      | 0 (não possui) |
| São Bento              | Sorocaba                | SP     | 18º colocado da Série C de 2020     | Walter Ribeiro               | 13 772     | 0 (não possui) |
| São Raimundo-RR        | Boa Vista               | RR     | Campeão do Estadual 2020            | Flamarion Vasconcelos        | 4 556      | 0 (não possui) |
| Sergipe                | Aracaju                 | SE     | Vice-campeão do Estadual 2020       | Batistão                     | 15 586     | 0 (não possui) |
| Sousa                  | Sousa                   | PB     | 2º melhor colocado do Estadual 2020 | Marizão                      | 5 400      | 0 (não possui) |
| Tocantinópolis         | Tocantinópolis          | TO     | Vice-campeão do Estadual 2020       | Ribeirão                     | 8 000      | 0 (não possui) |
| Treze                  | Campina Grande          | PB     | 17º colocado da Série C de 2020     | Amigão                       | 19 000     | 0 (não possui) |
| Uberlândia             | Uberlândia              | MG     | 2º melhor colocado do Estadual 2020 | Parque do Sabiá              | 53 350     | 0 (não possui) |
| União Rondonópolis     | Rondonópolis            | MT     | 2º melhor colocado do Estadual 2020 | Luthero Lopes                | 19 000     | 0 (não possui) |
| Ypiranga-AP            | Macapá                  | AP     | Campeão do Estadual 2020            | Zerão                        | 10 000     | 0 (não possui) |

## Estádios

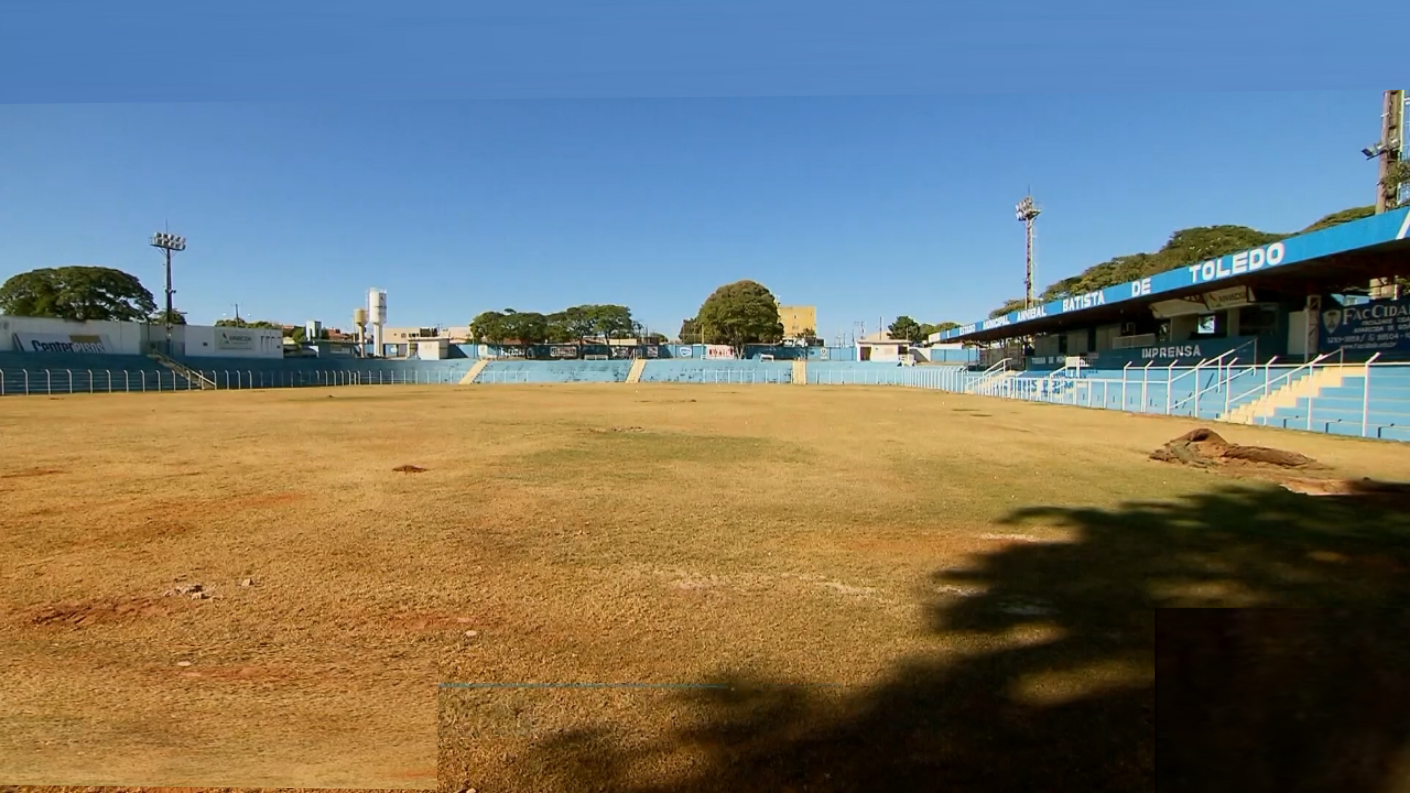
Annibal Batista de Toledo
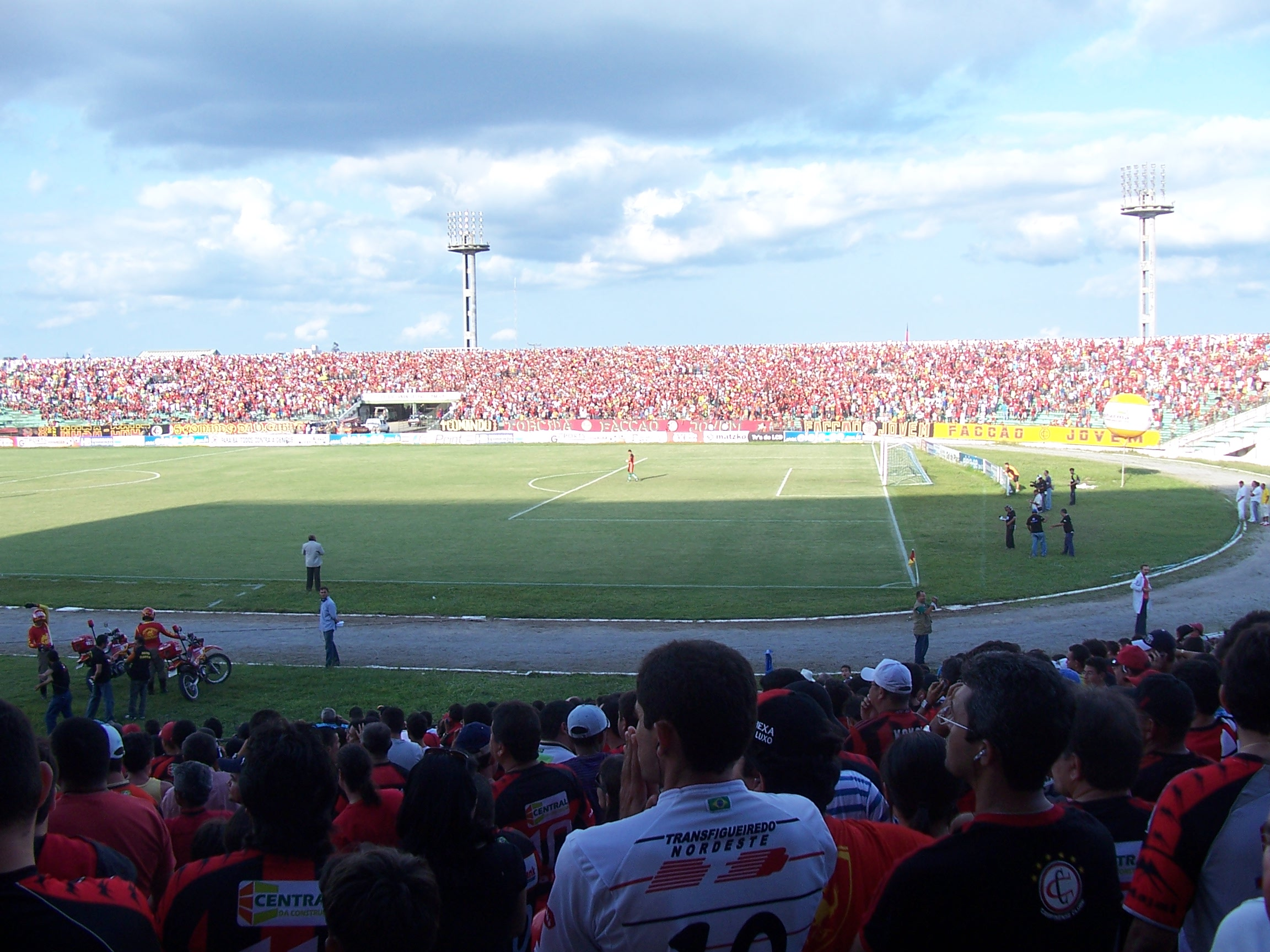
Amigão
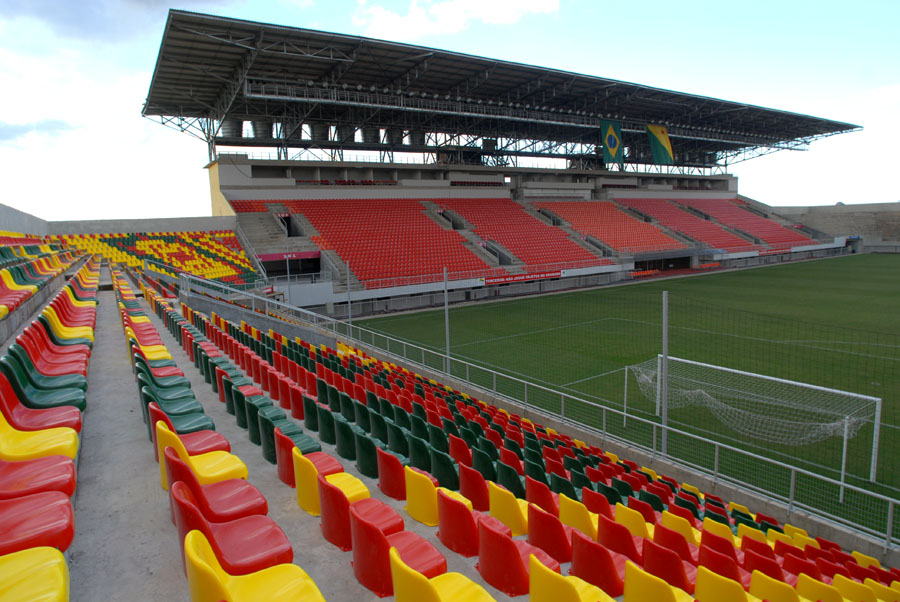
Arena Acreana
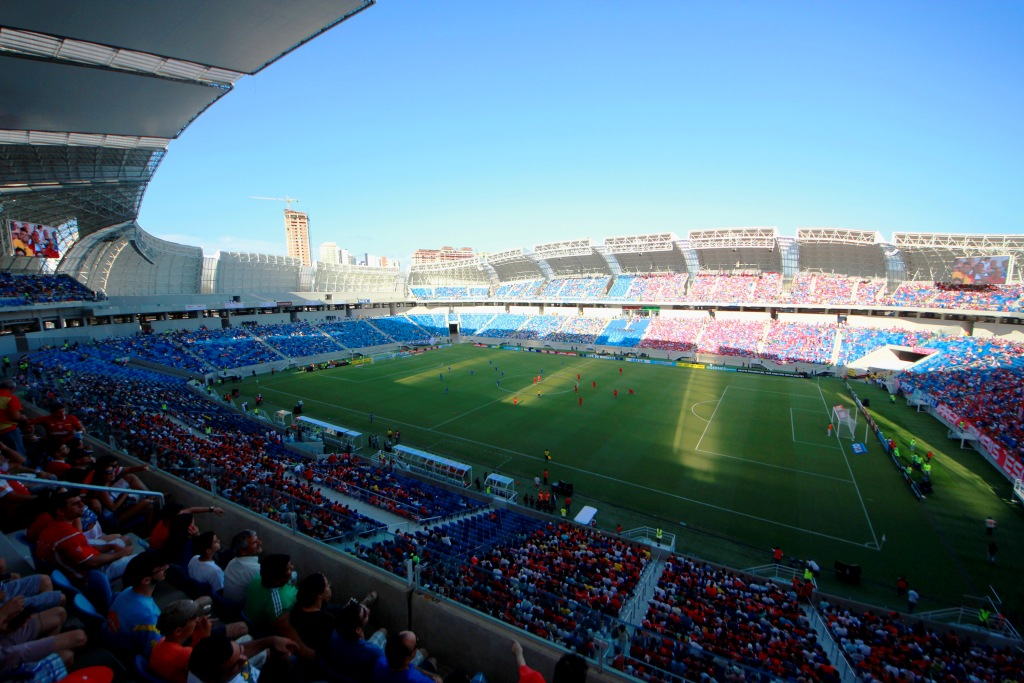
Arena das Dunas
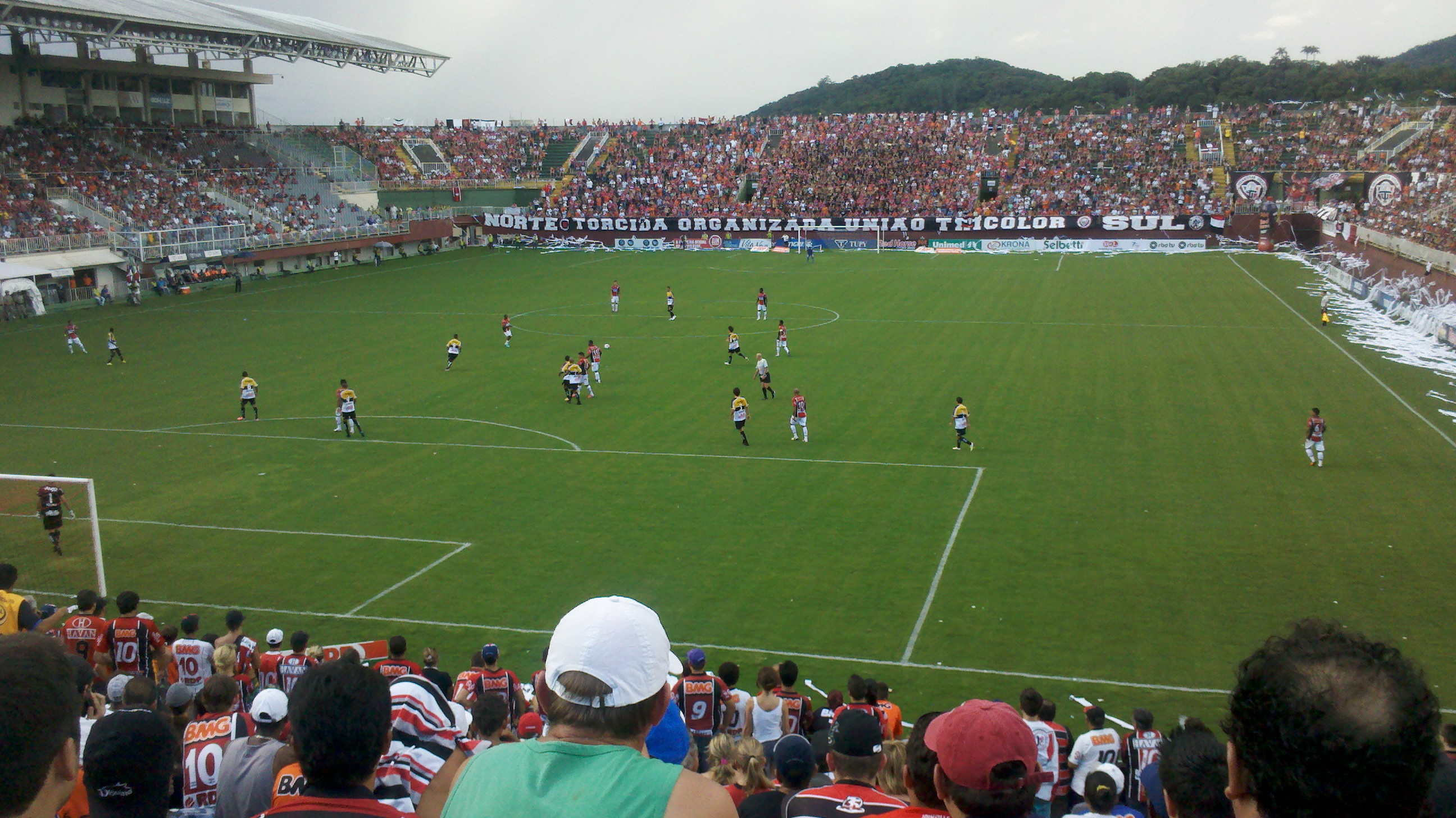
Arena Joinville
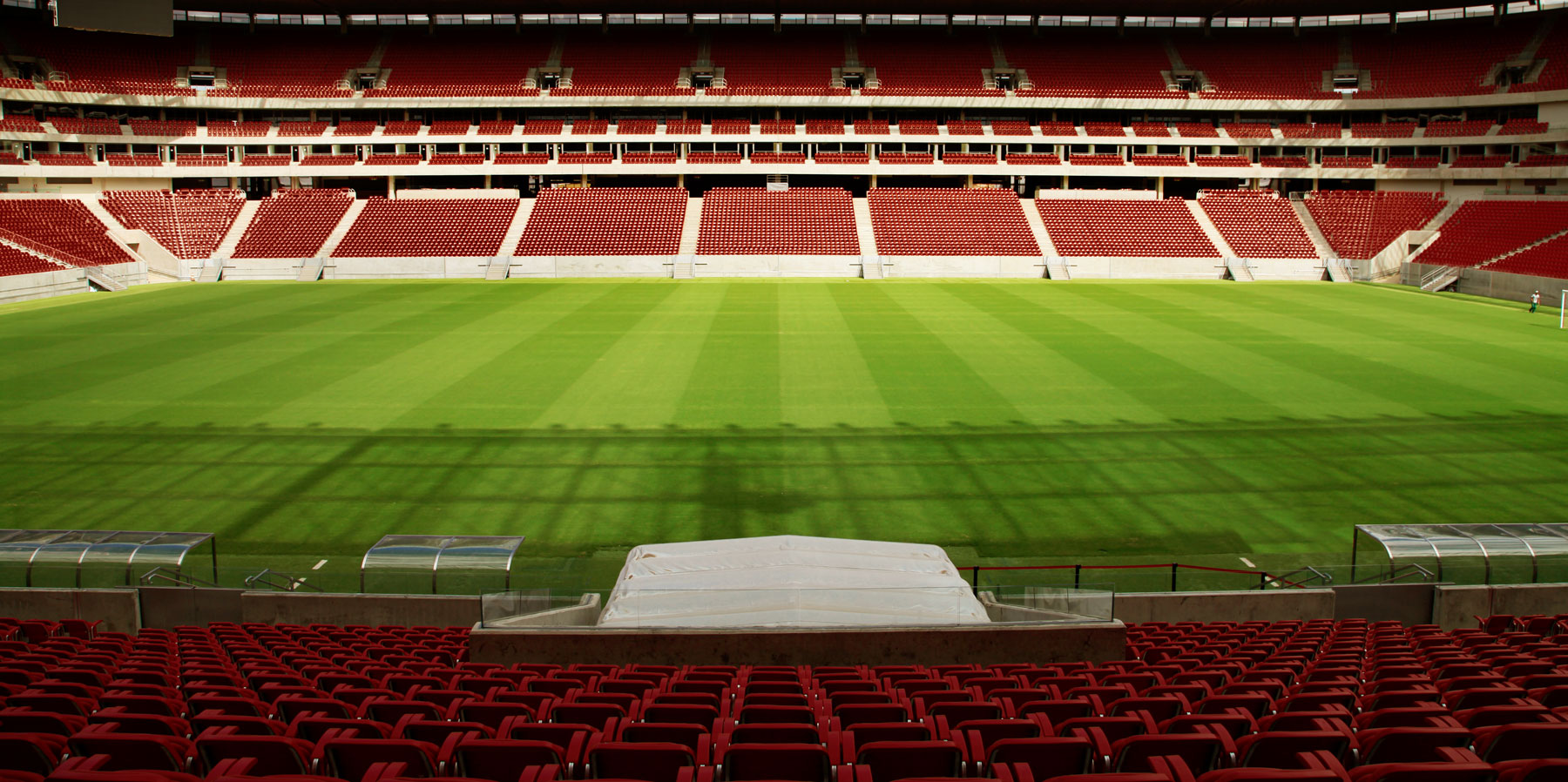
Arena Pernambuco
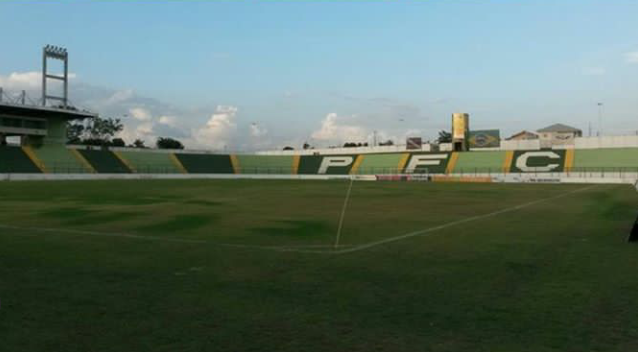
Arena Verde
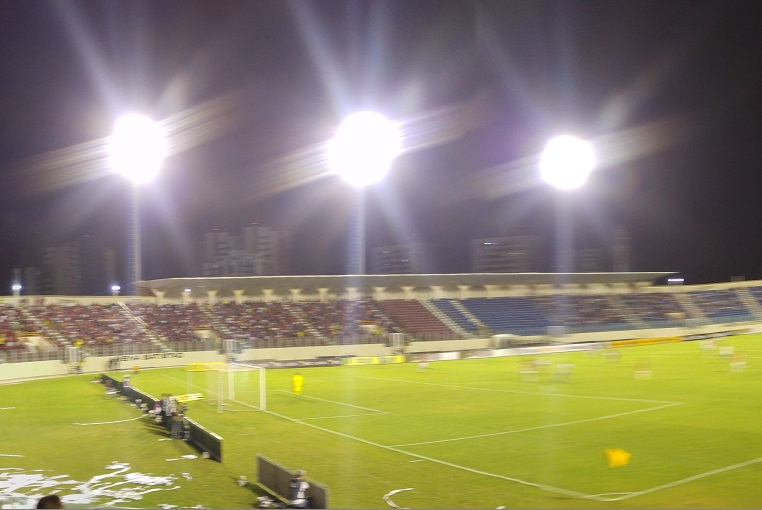
Batistão
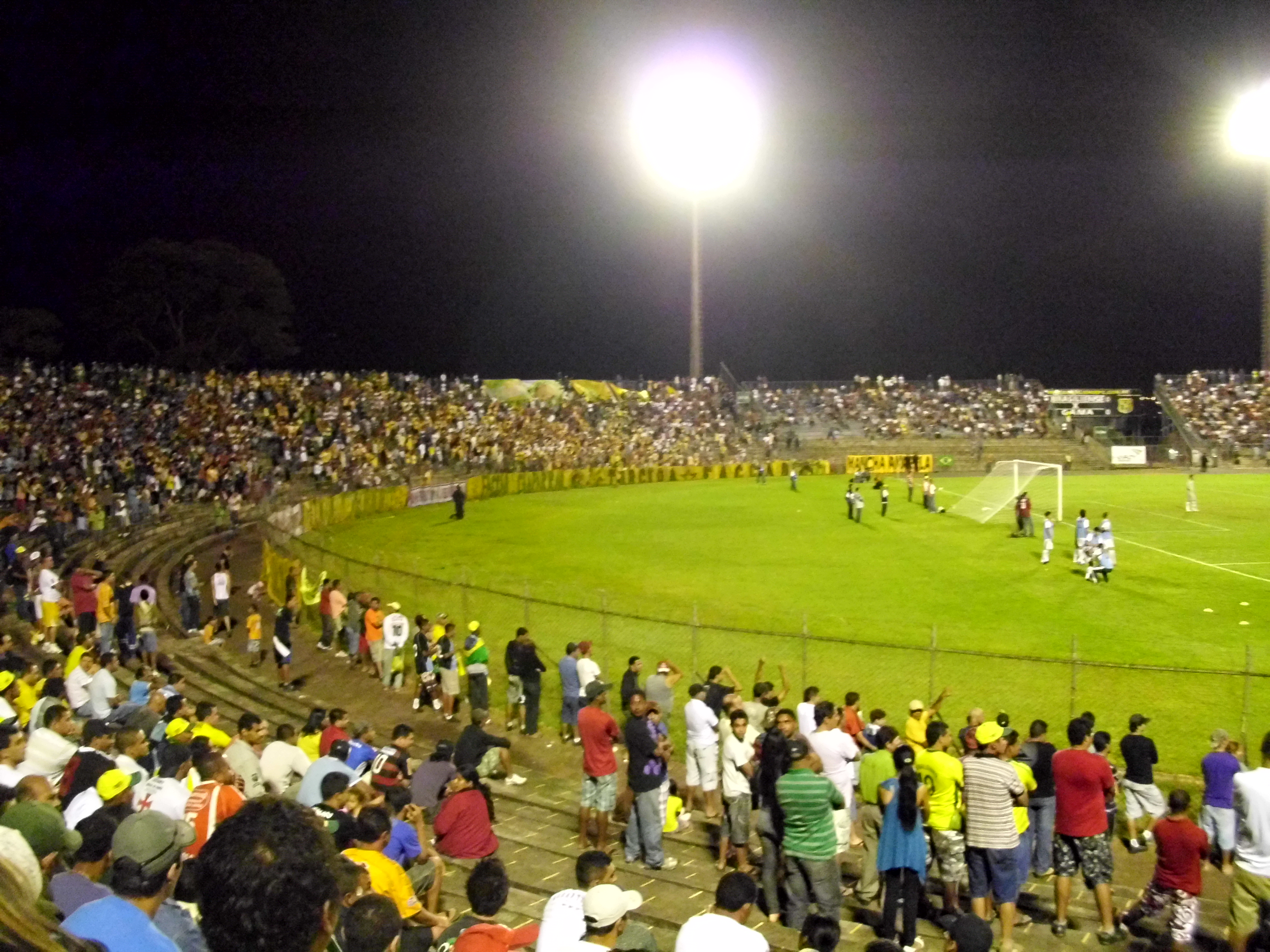
Boca do Jacaré
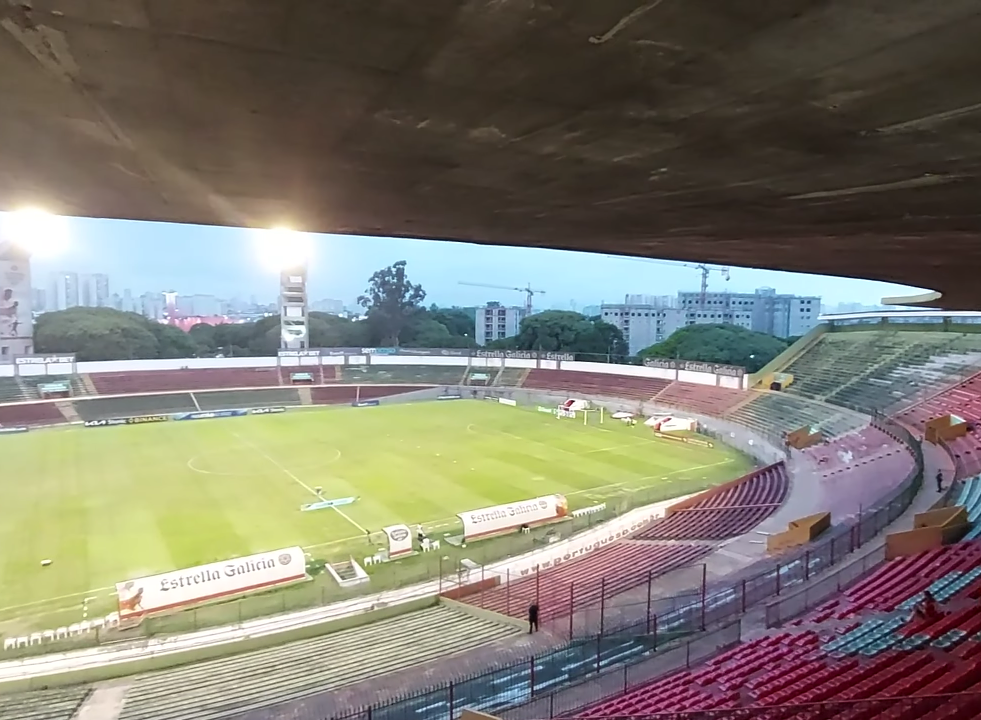
Canindé
Carneirão
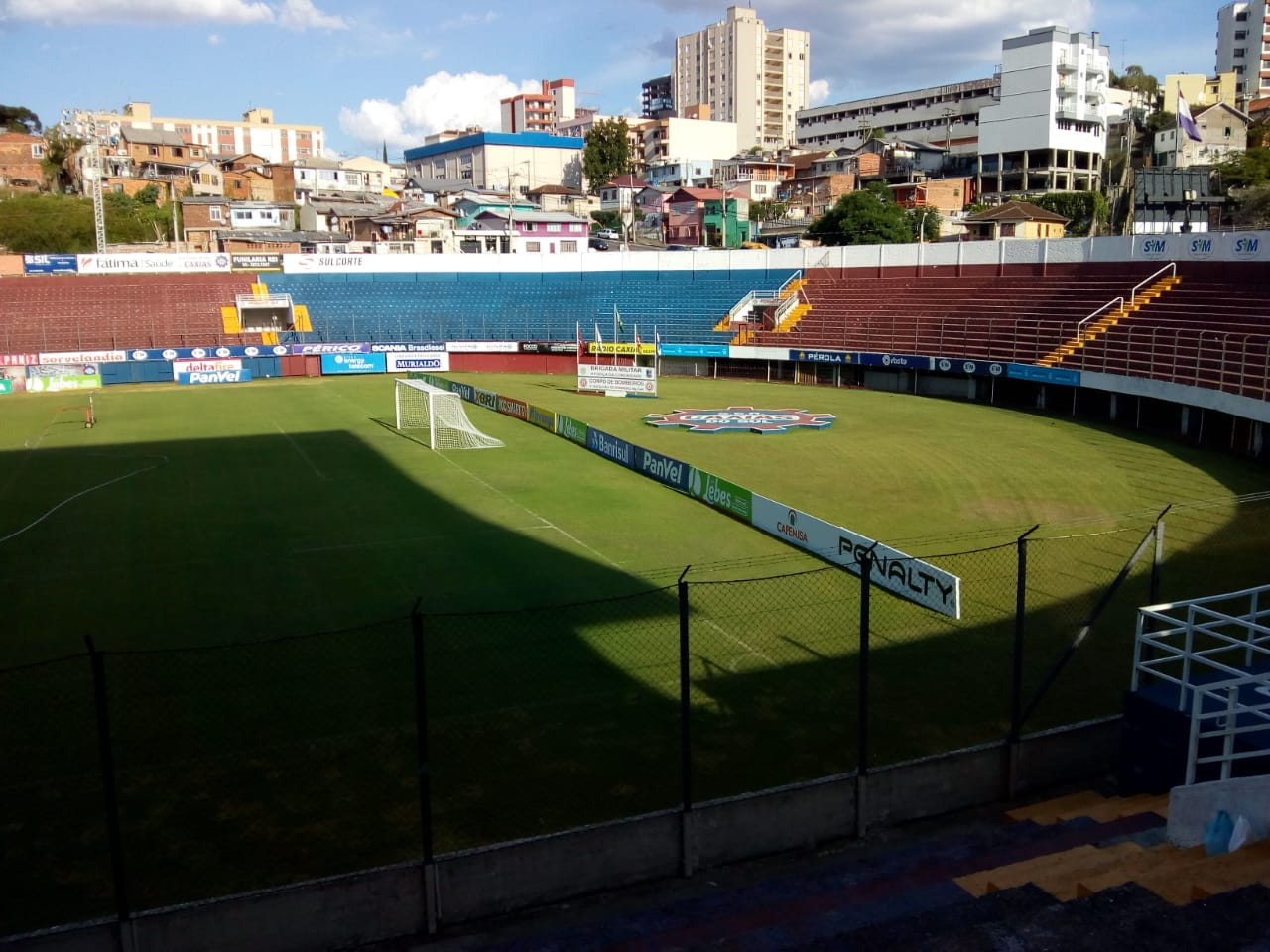
Centenário
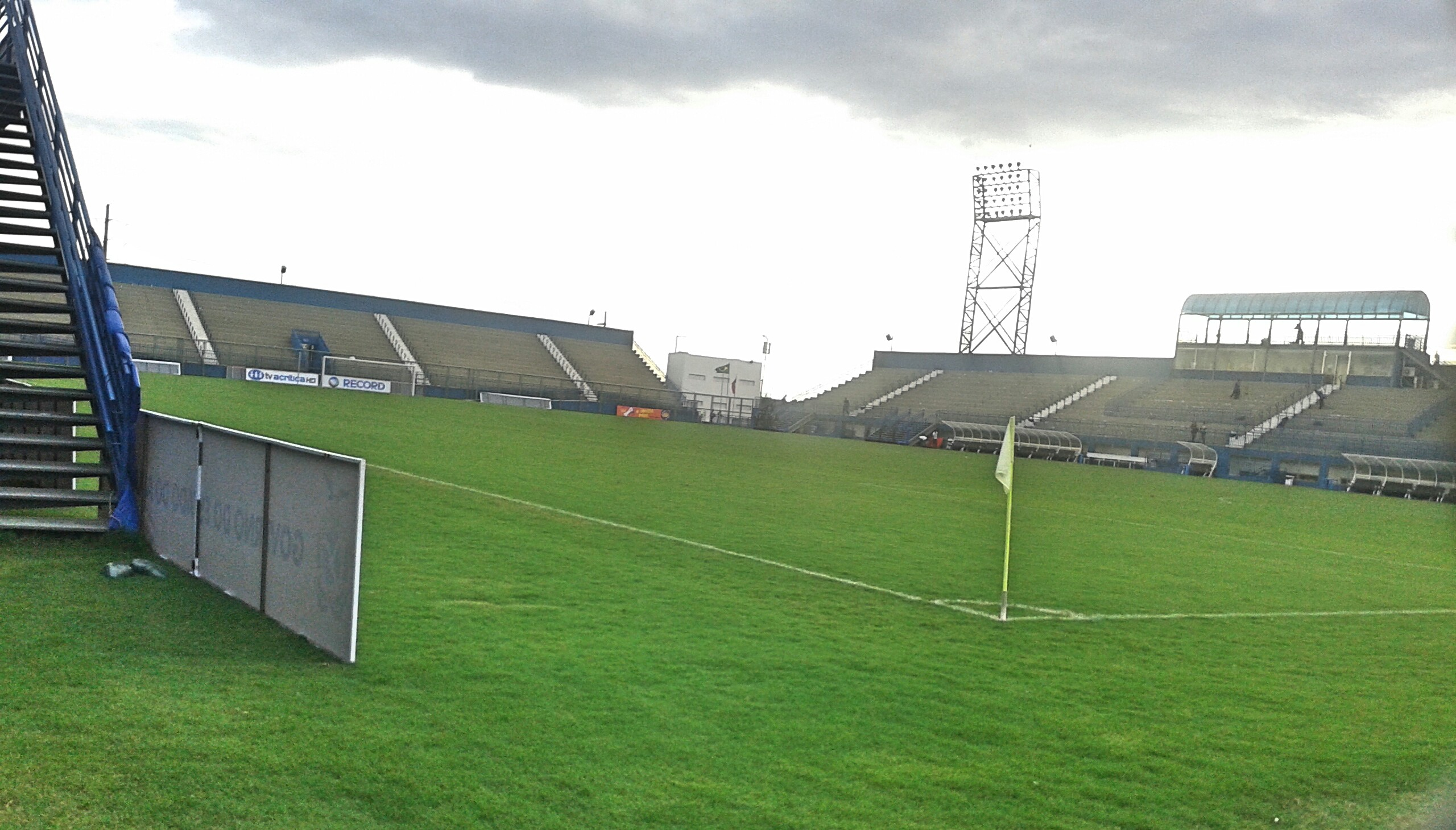
Colina
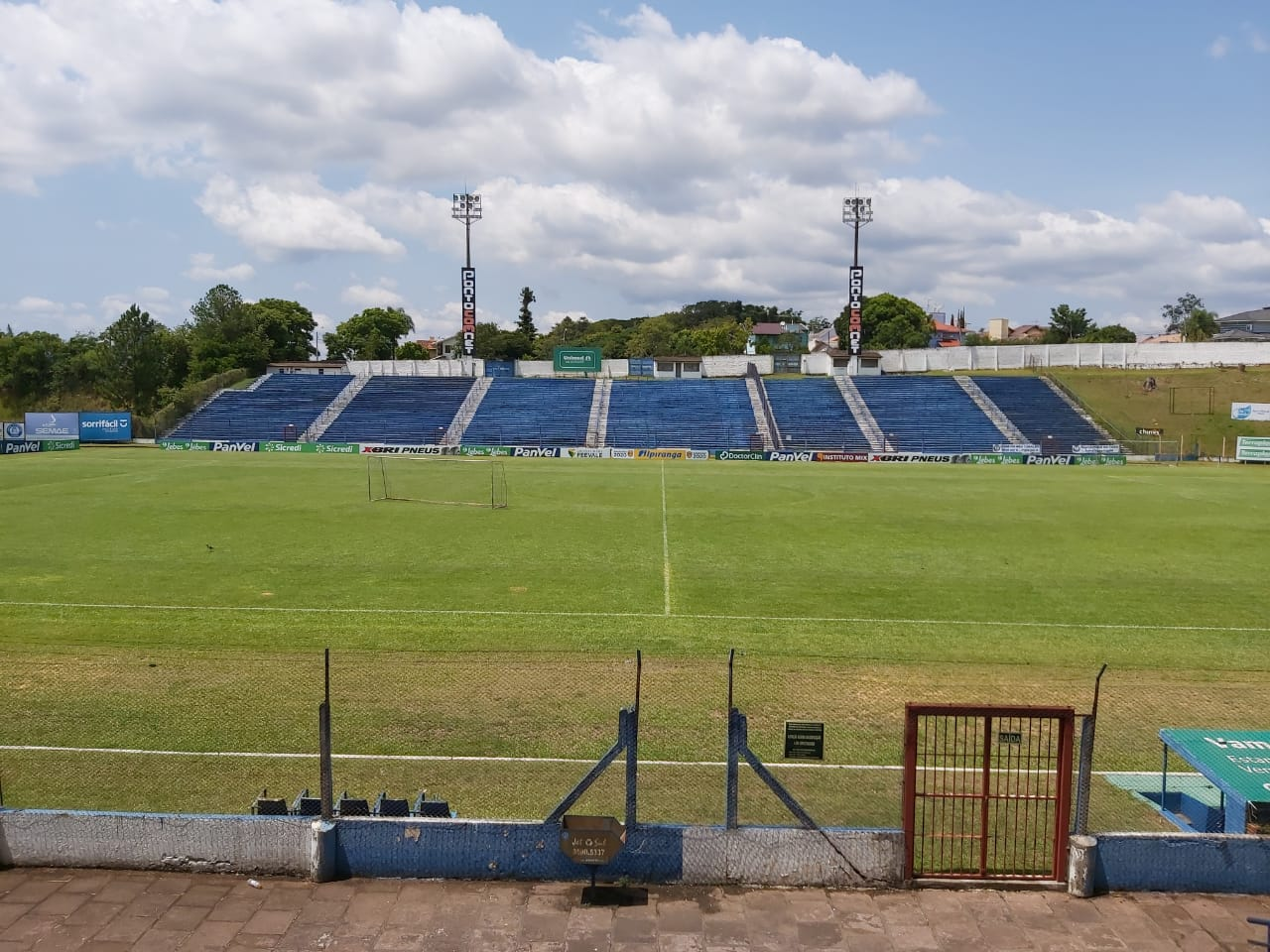
Cristo-Rei
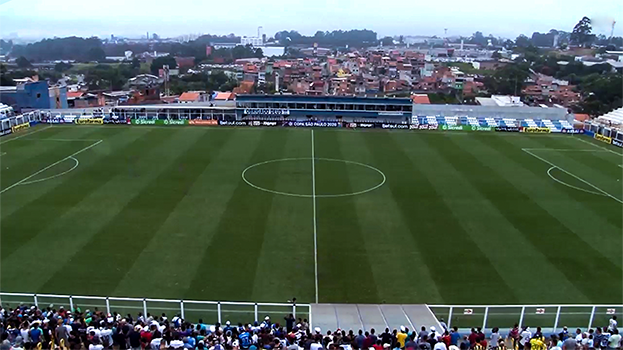
Distrital do Inamar
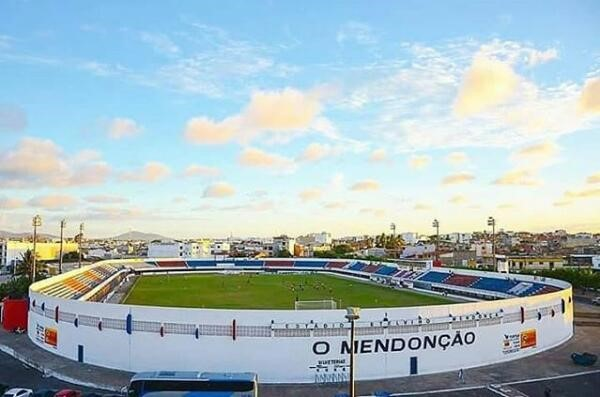
Etelvino Mendonça
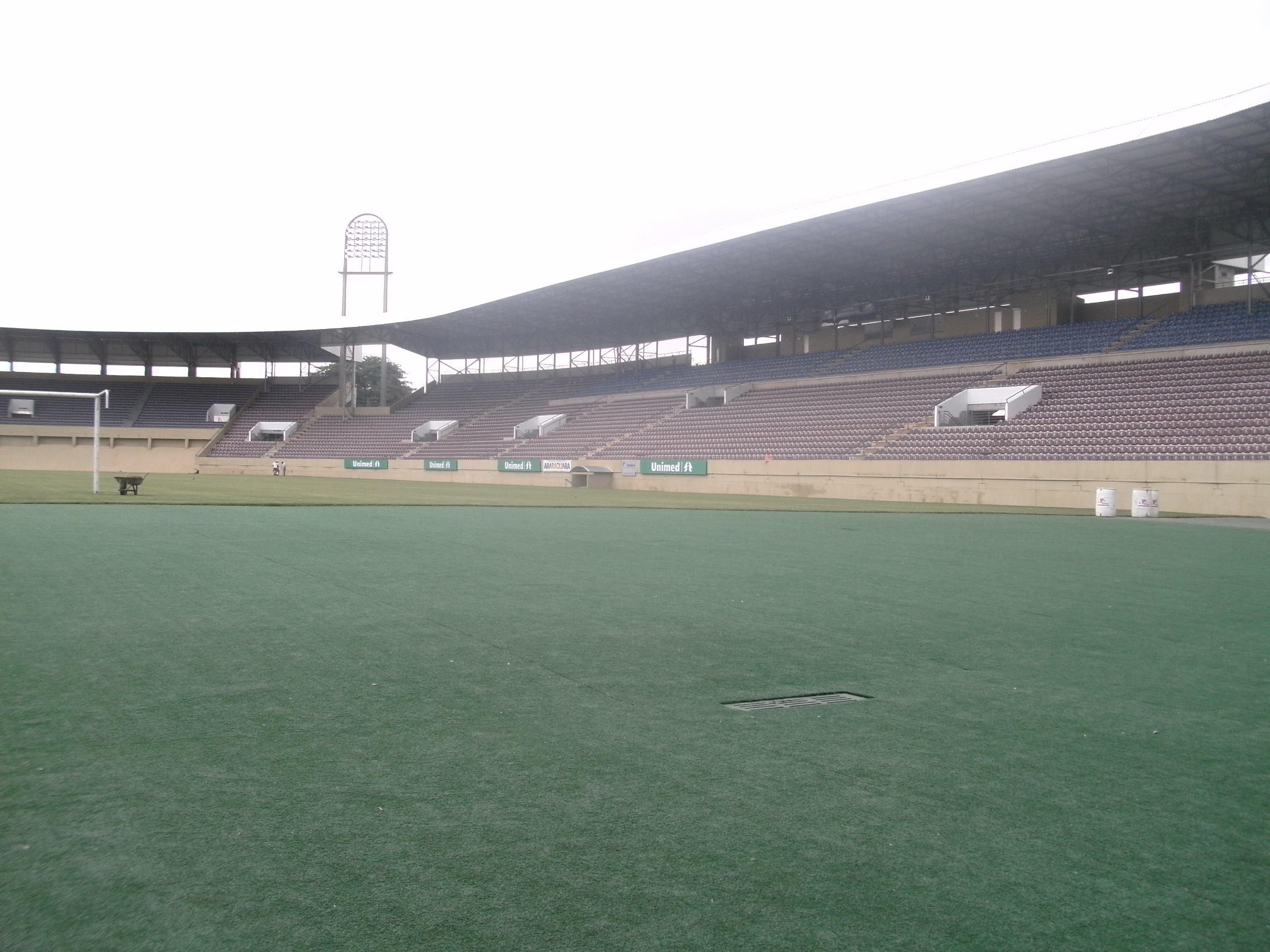
Fonte Luminosa
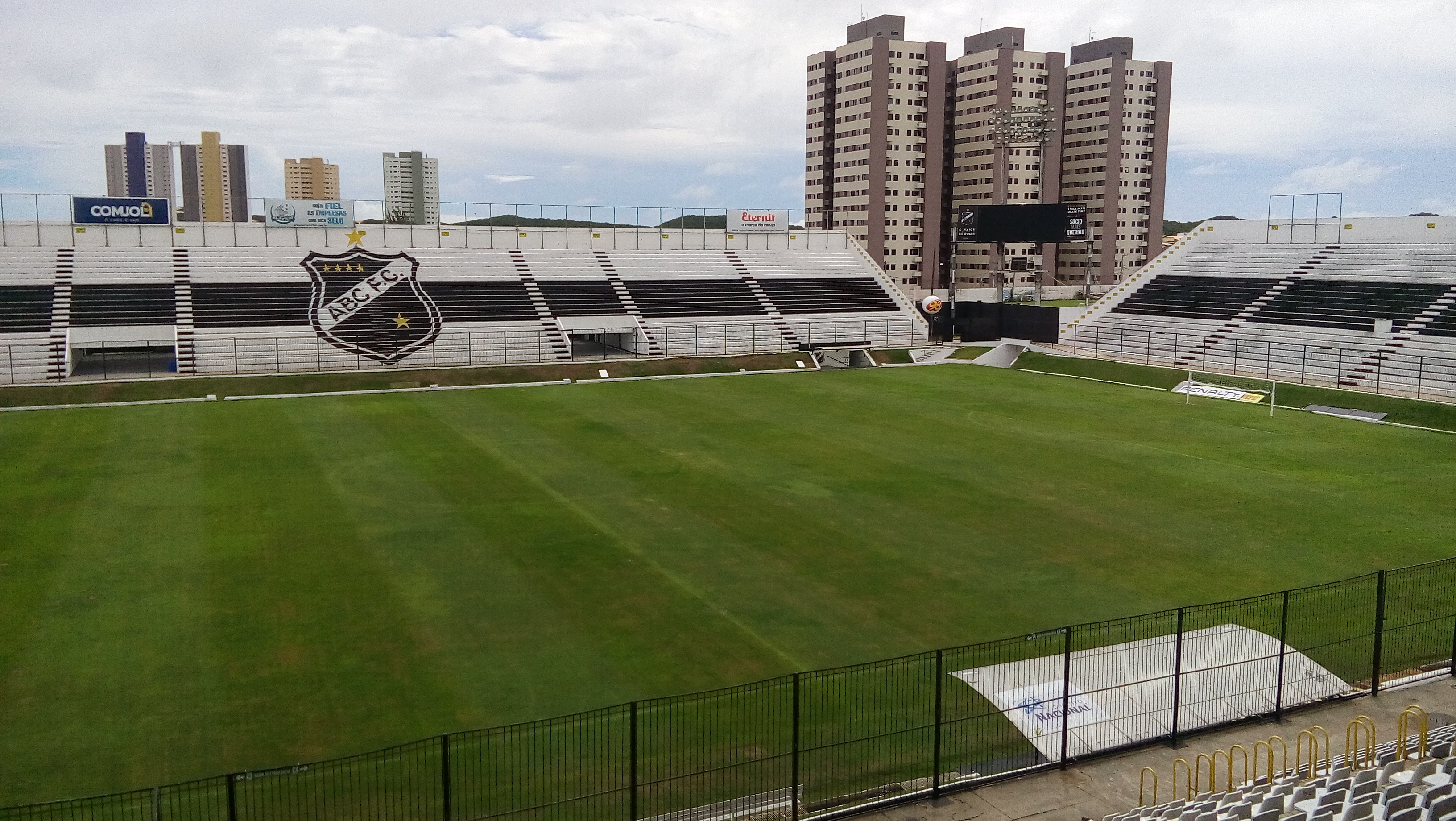
Frasqueirão
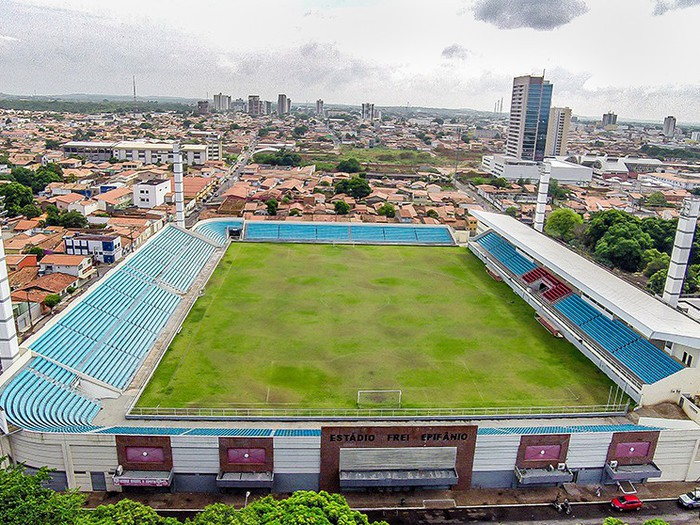
Frei Epifânio
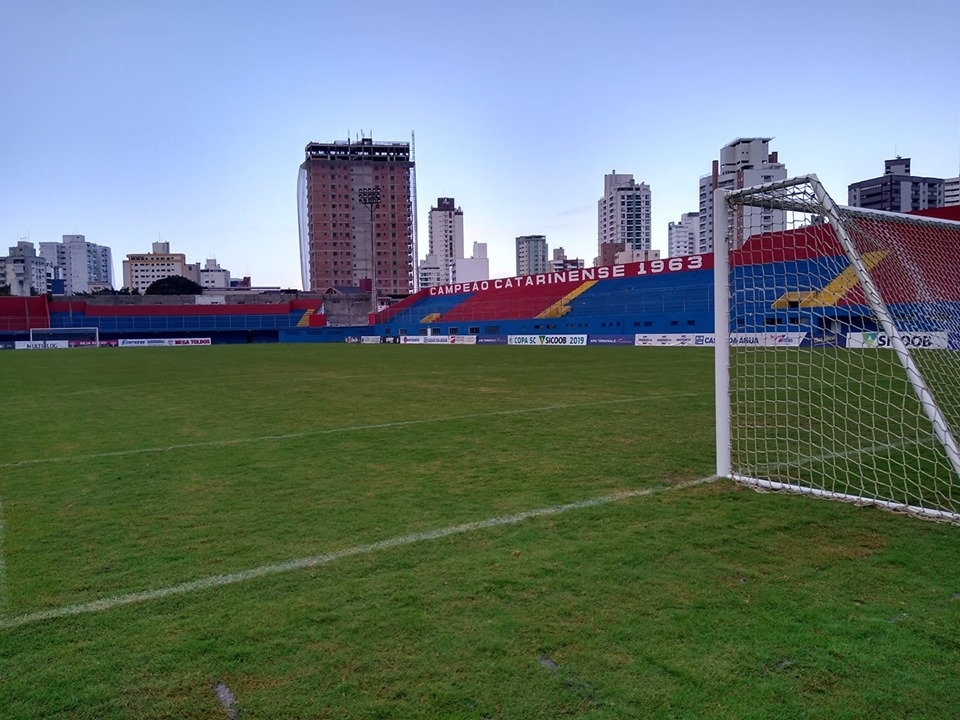
Gigantão das Avenidas
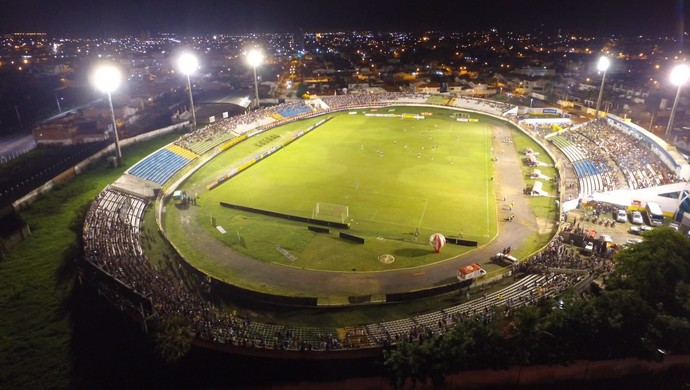
Junco
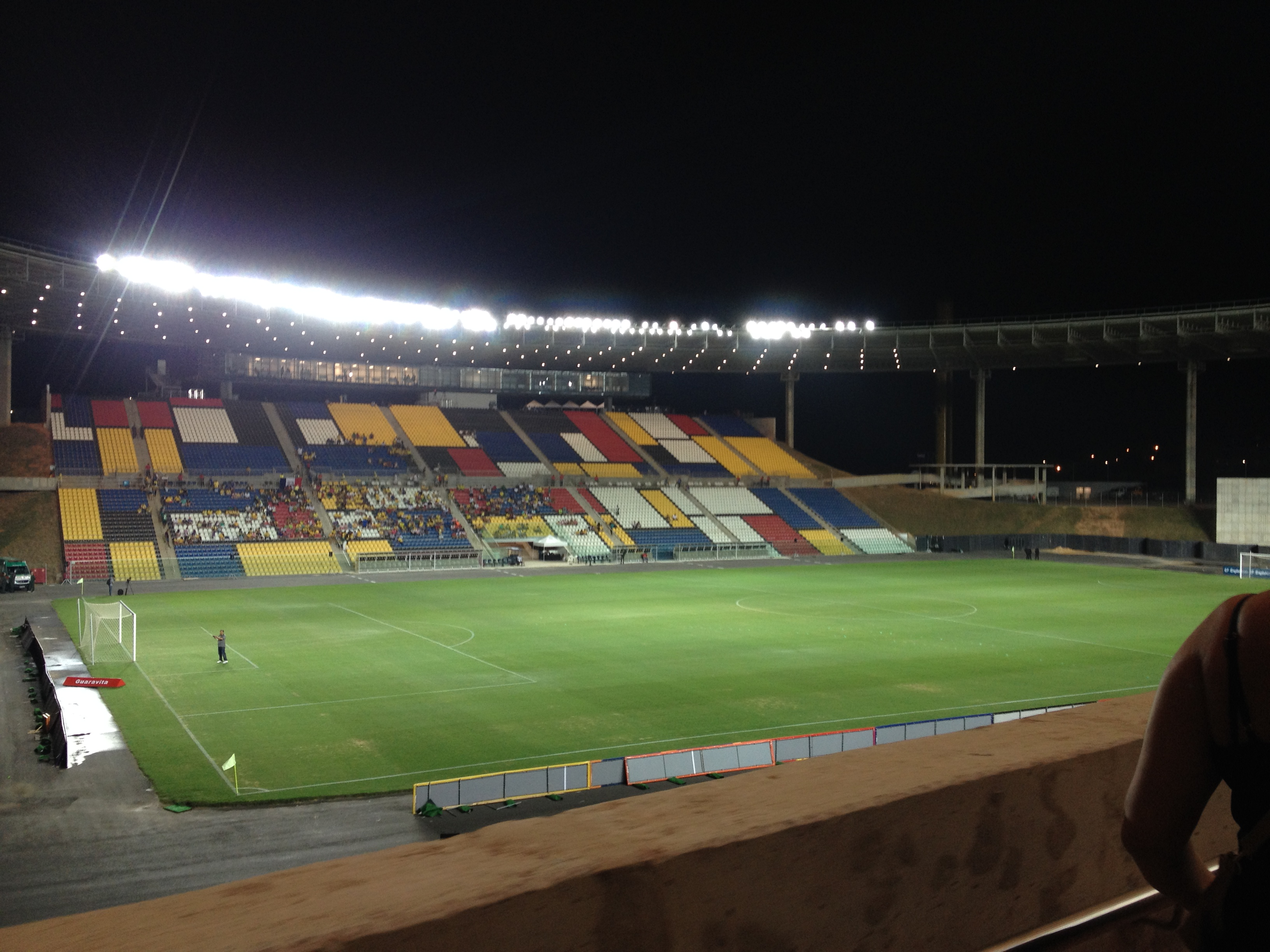
Kleber Andrade
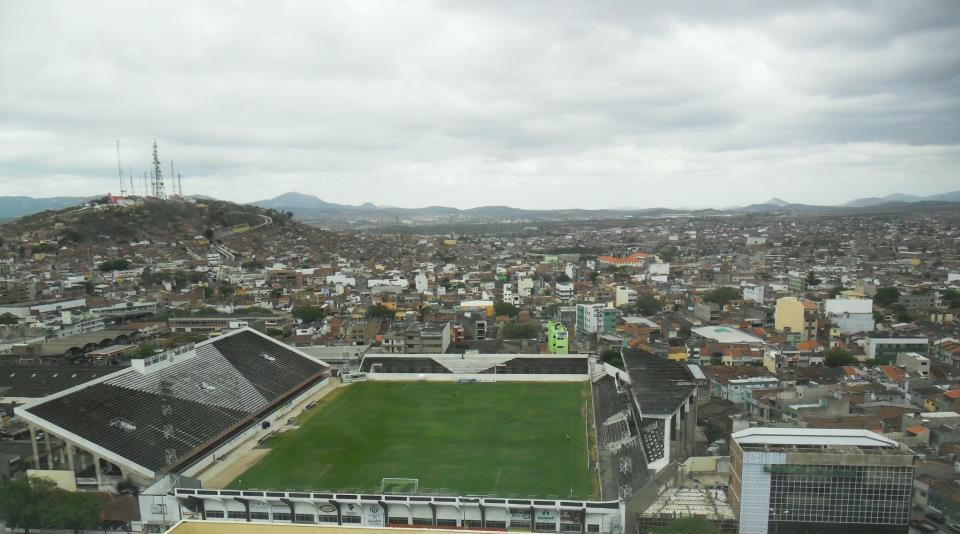
Estádio Luiz José de Lacerda
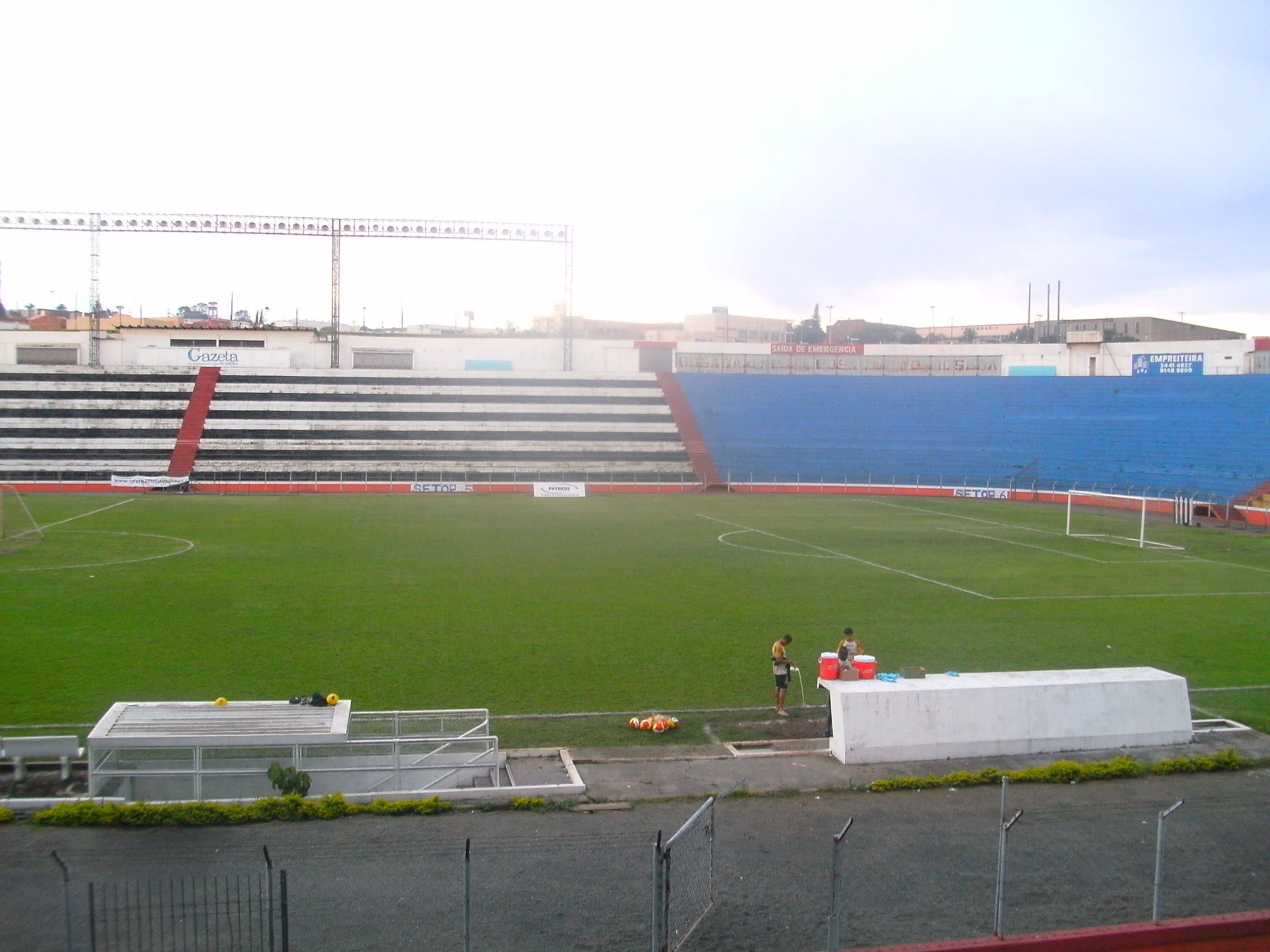
Limeirão
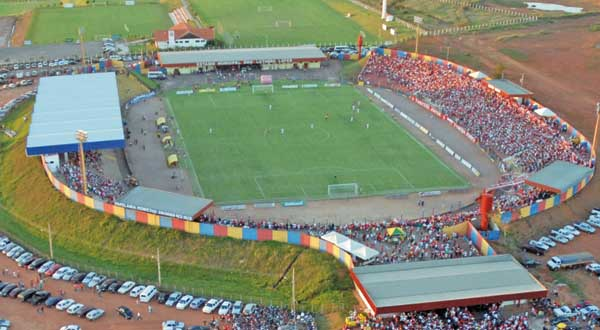
Luthero Lopes
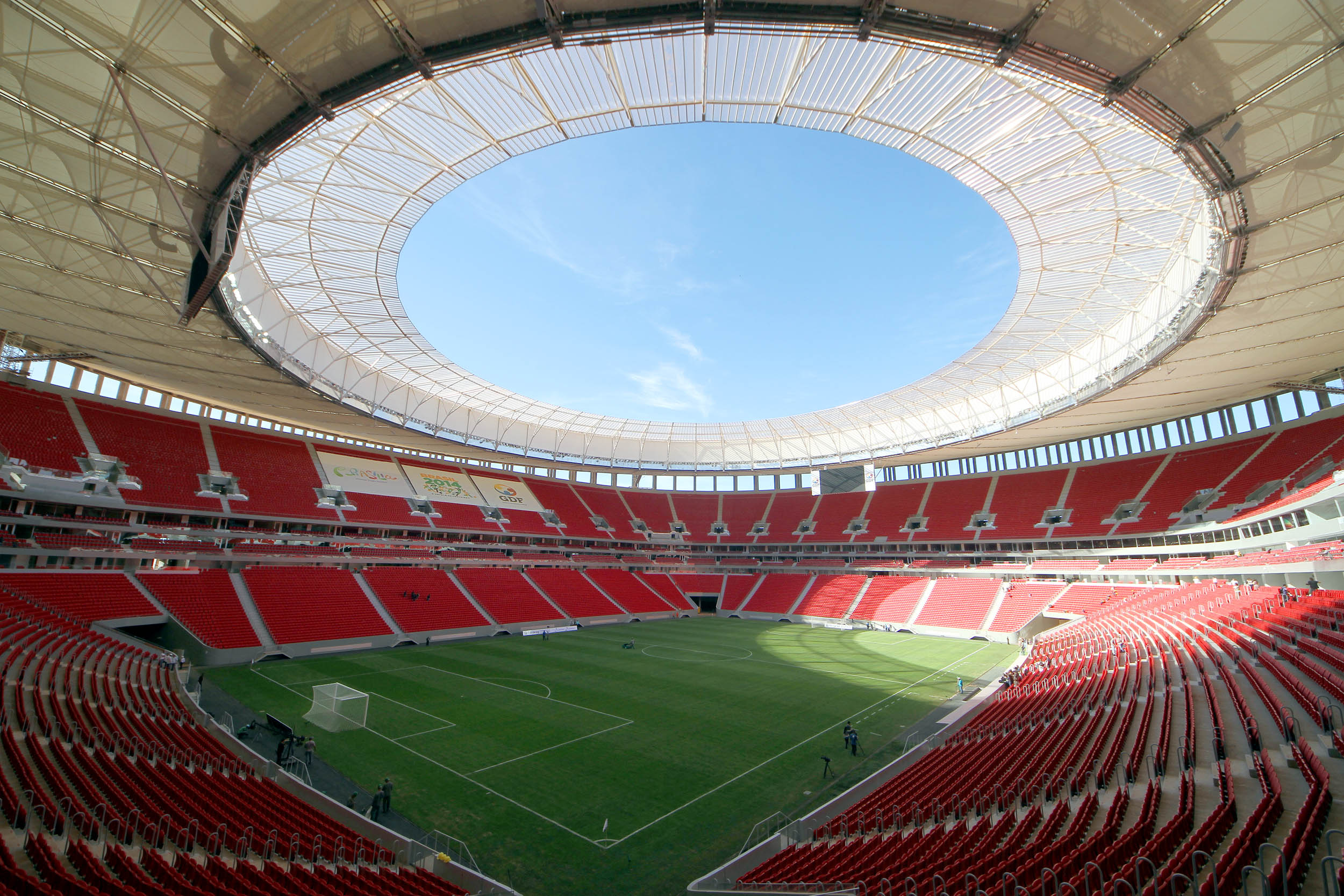
Mané Garrincha
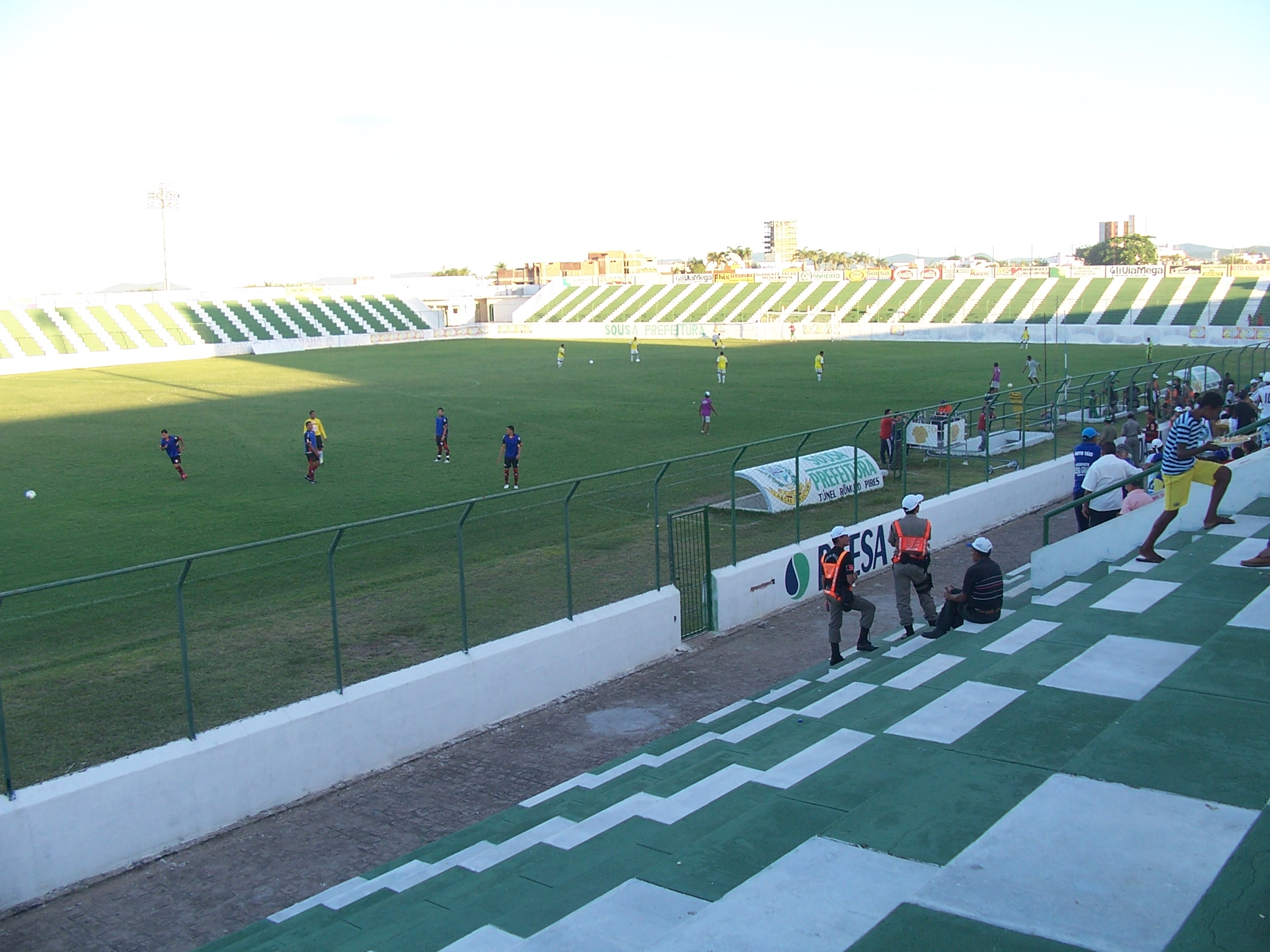
Marizão
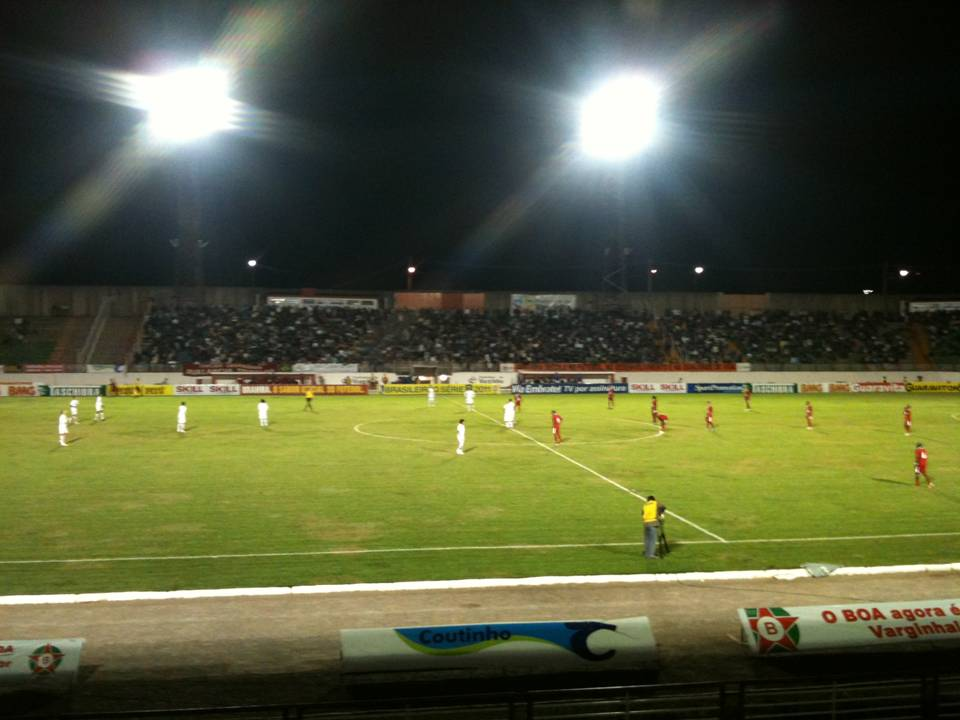
Melão
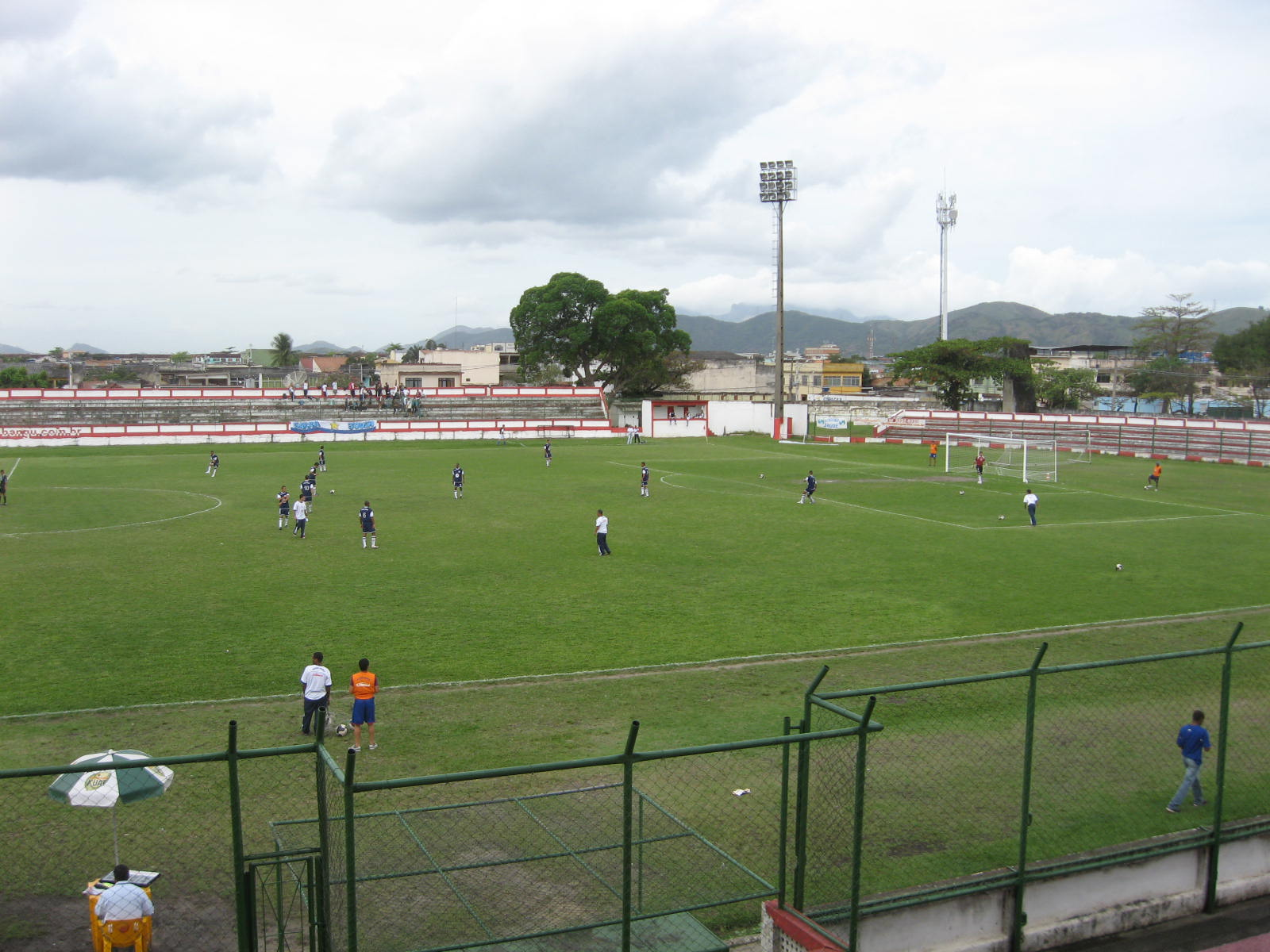
Moça Bonita
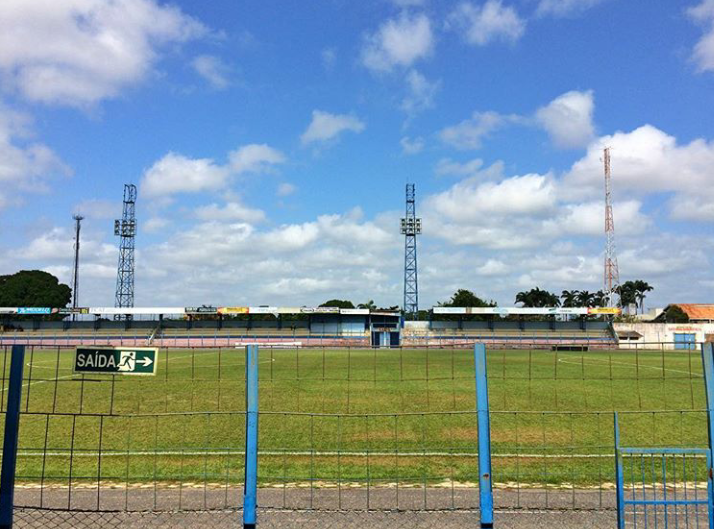
Modelão
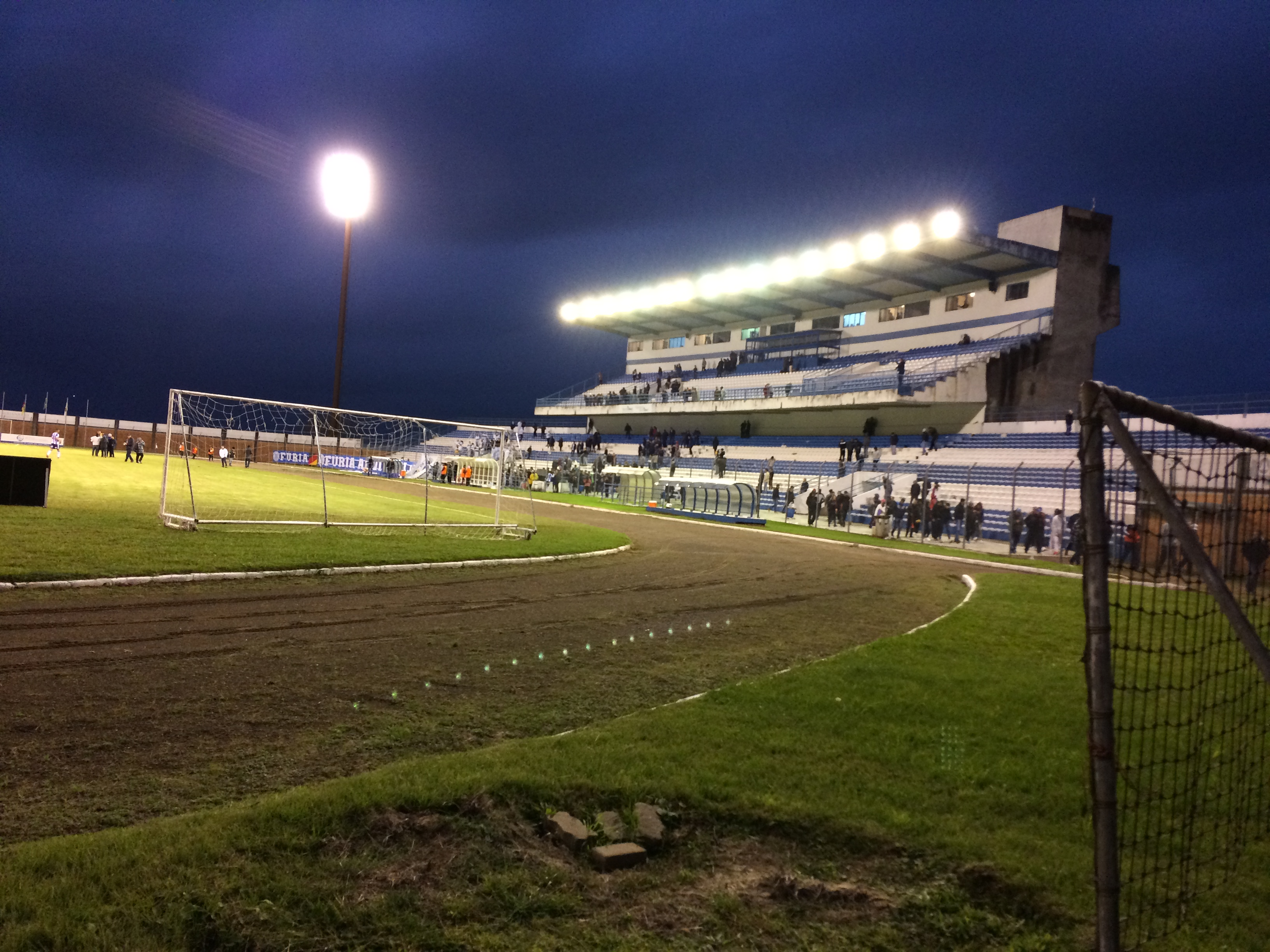
Montanha dos Vinhedos
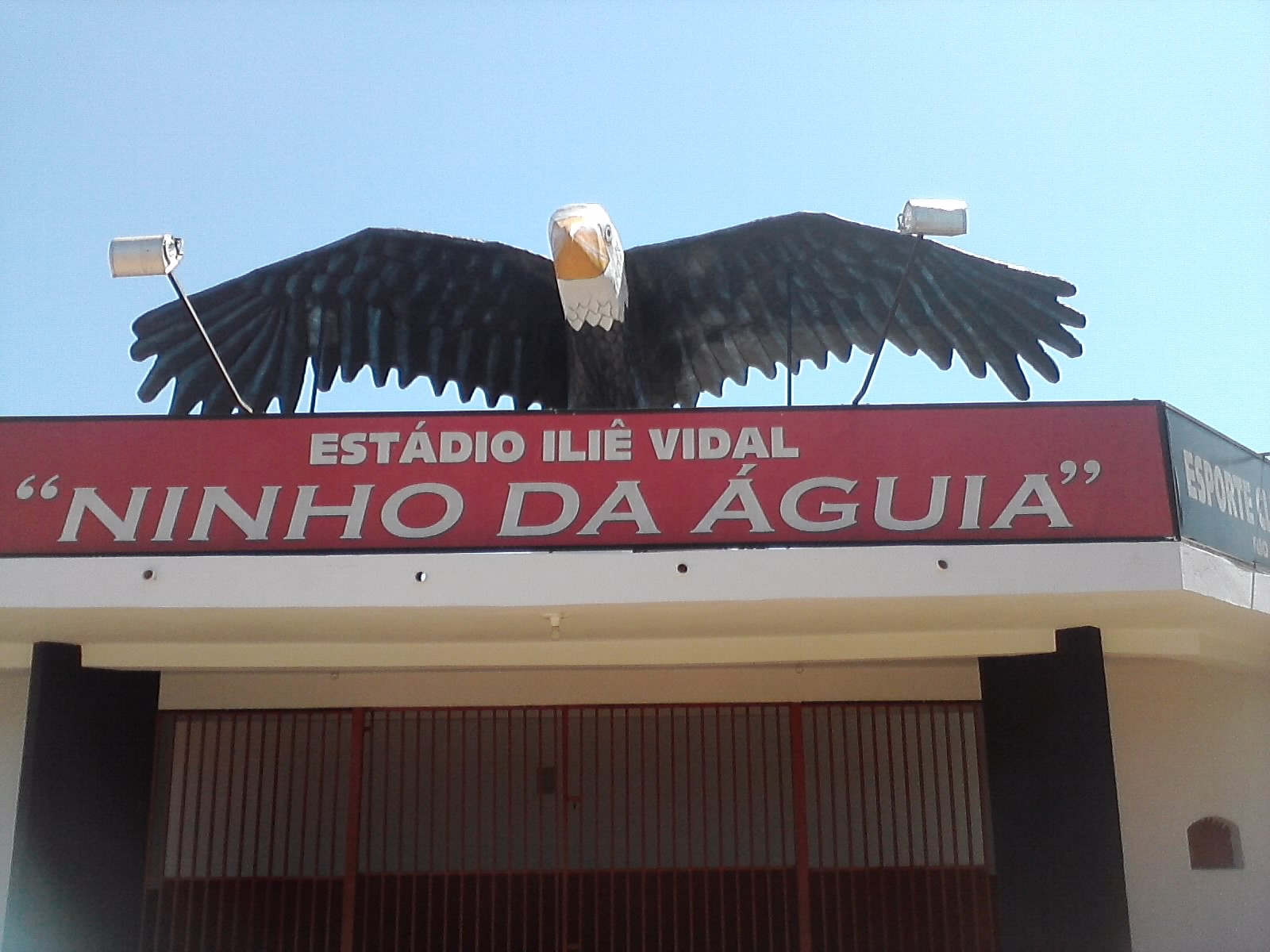
Ninho D'Águia
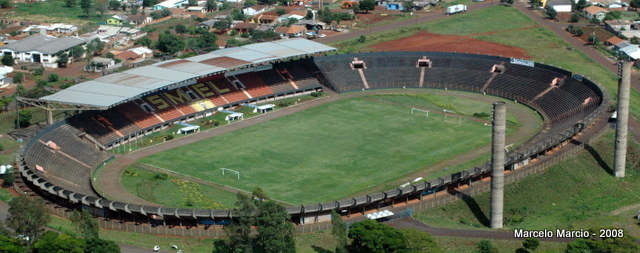
Olímpico Regional
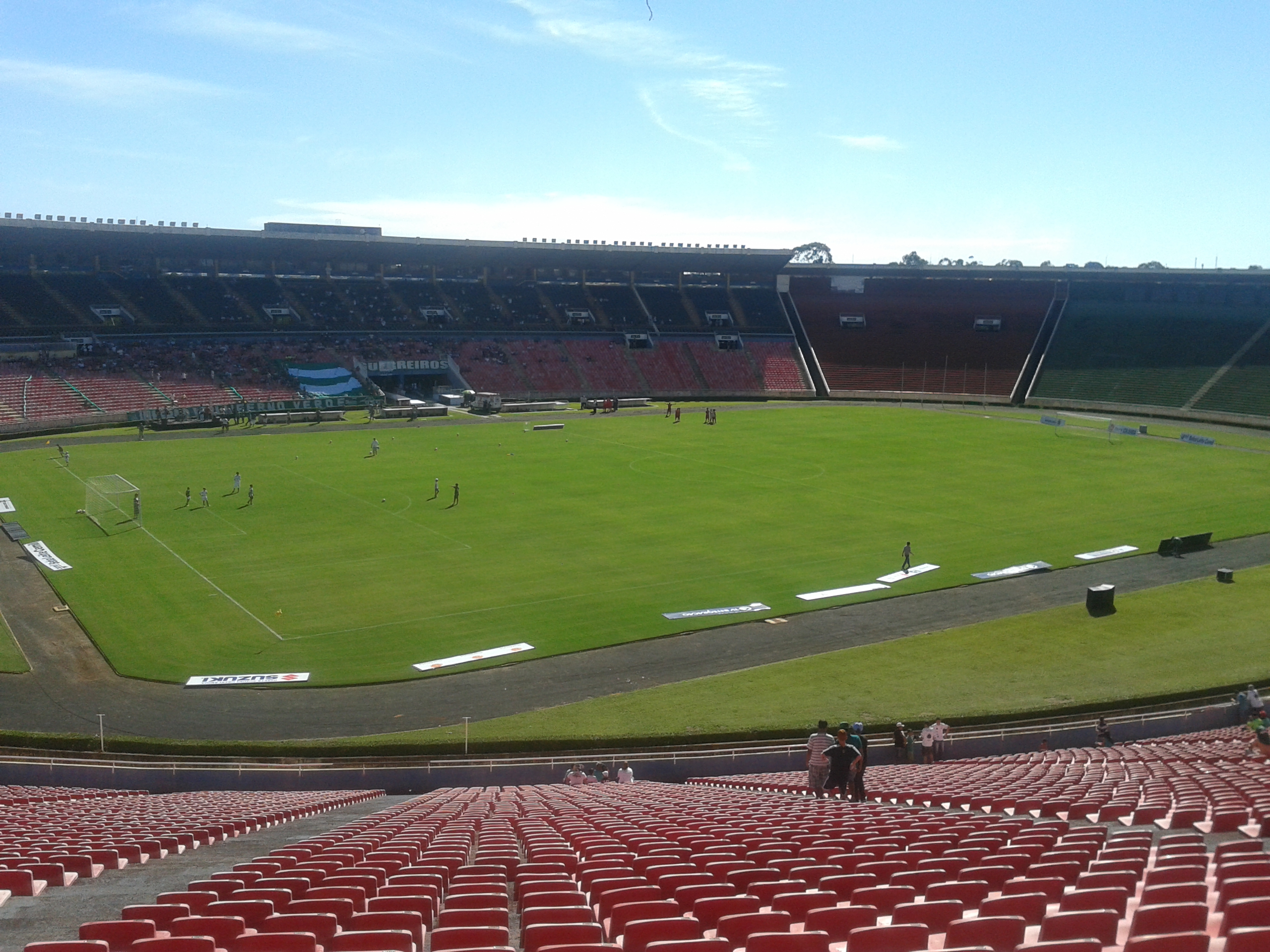
Parque do Sabiá
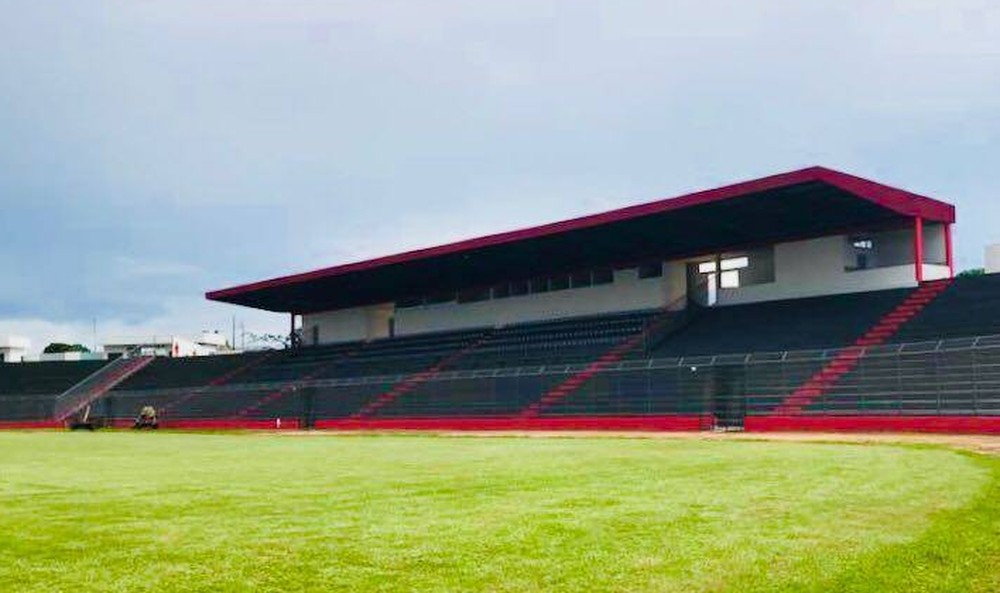
Pedro Alves do Nascimento
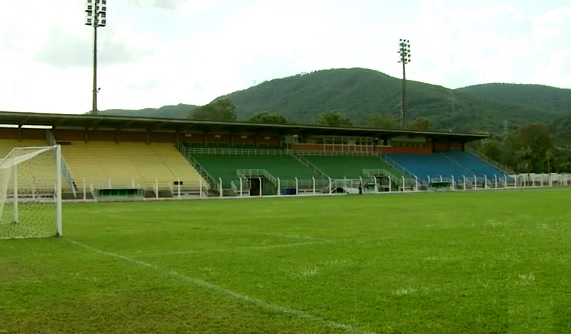
Ronaldão
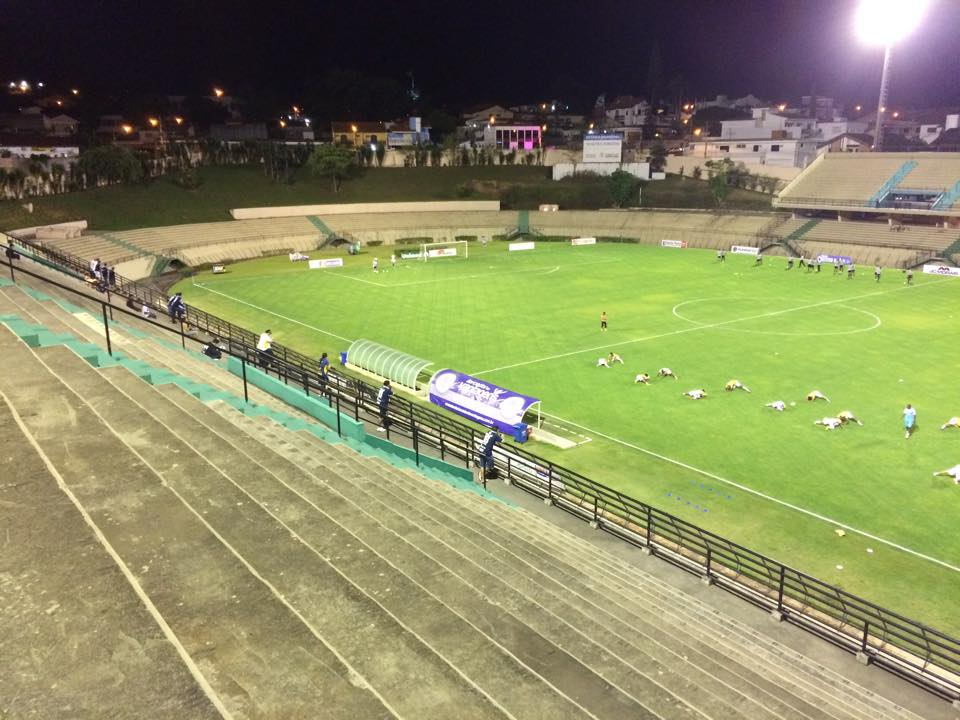
Walter Ribeiro
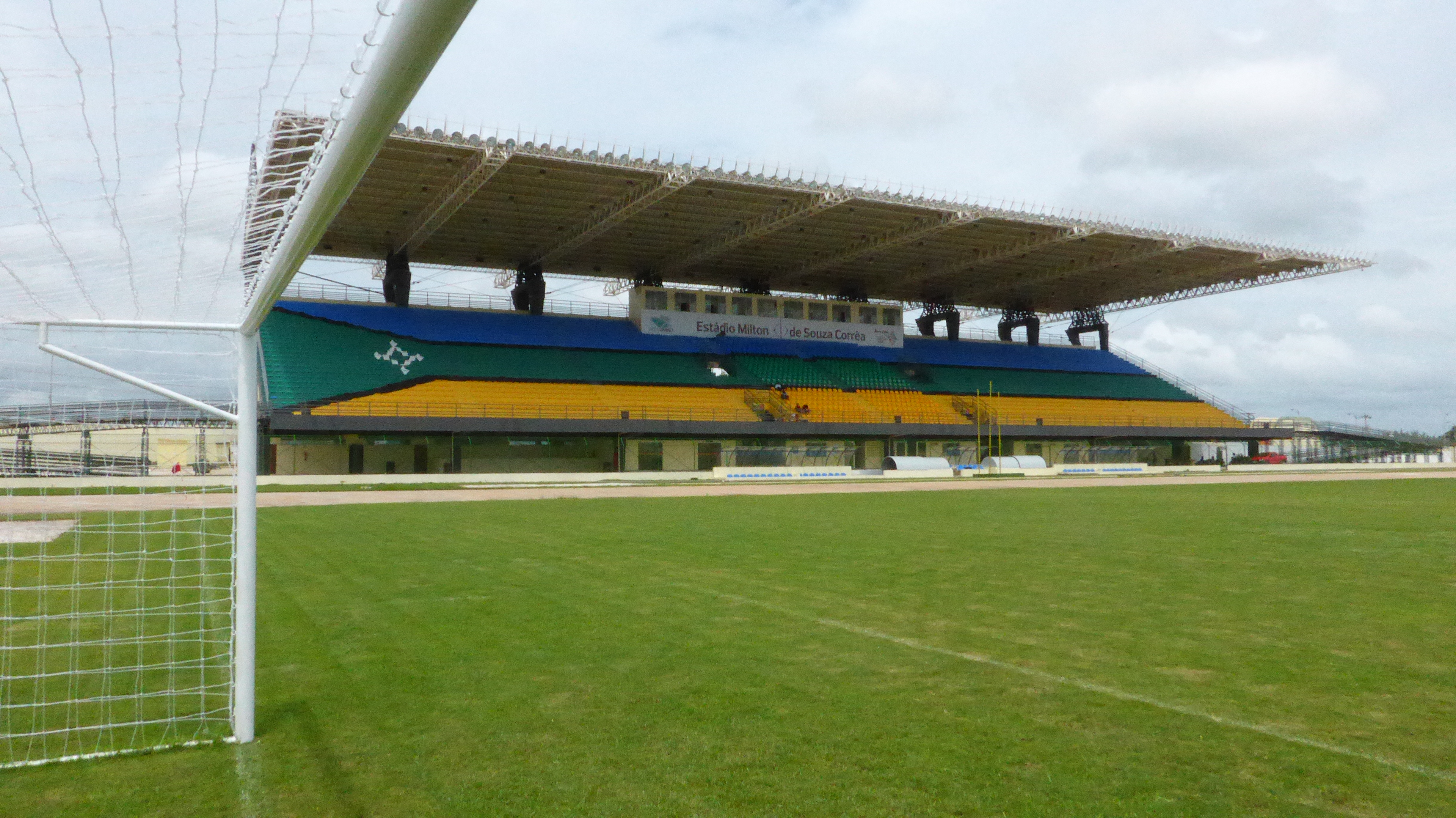
Zerão

### Outros estádios
Além dos estádios de mando usual, outros estádios foram utilizados devido a punições de perda de mando de campo impostas pelo Superior Tribunal de Justiça Desportiva ou por conta de problemas de interdição dos estádios usuais ou simplesmente por opção dos clubes em mandar seus jogos em outros locais, geralmente buscando uma melhor renda.

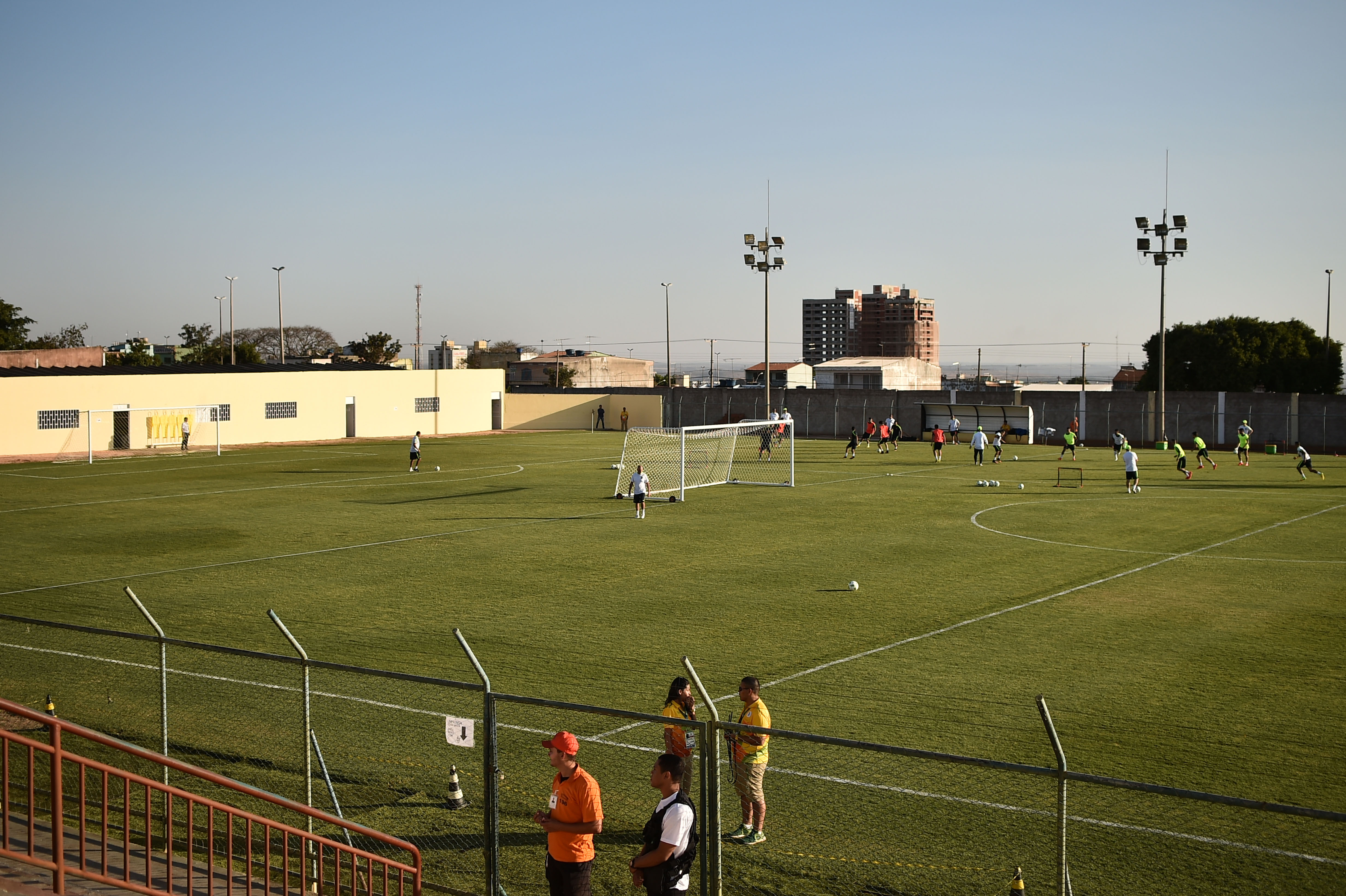
Abadião (Ceilândia)
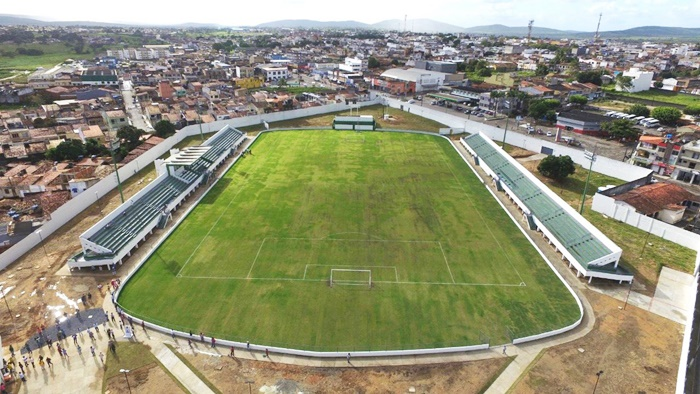
Barretão (Lagarto)
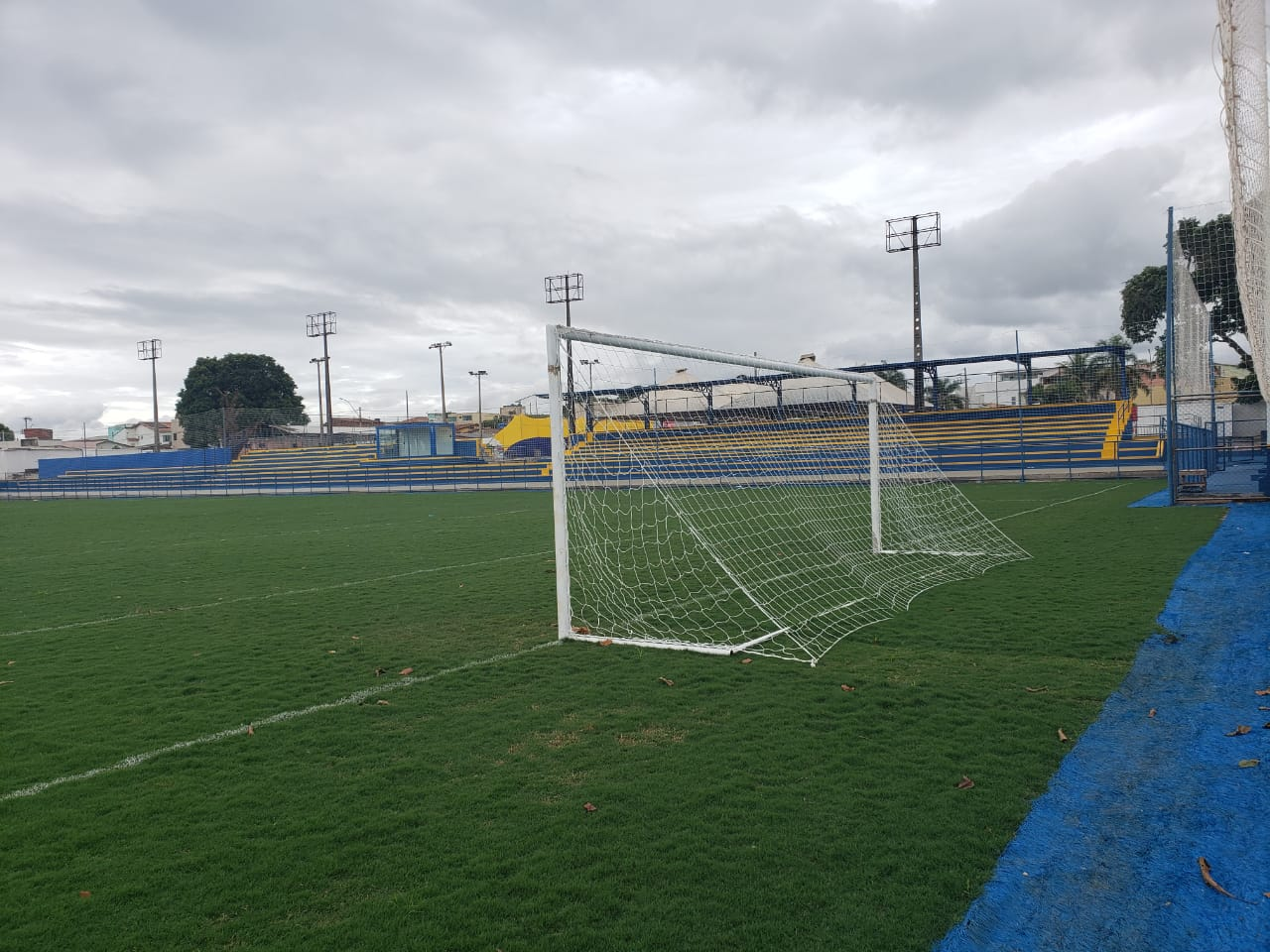
Defelê (Brasília)
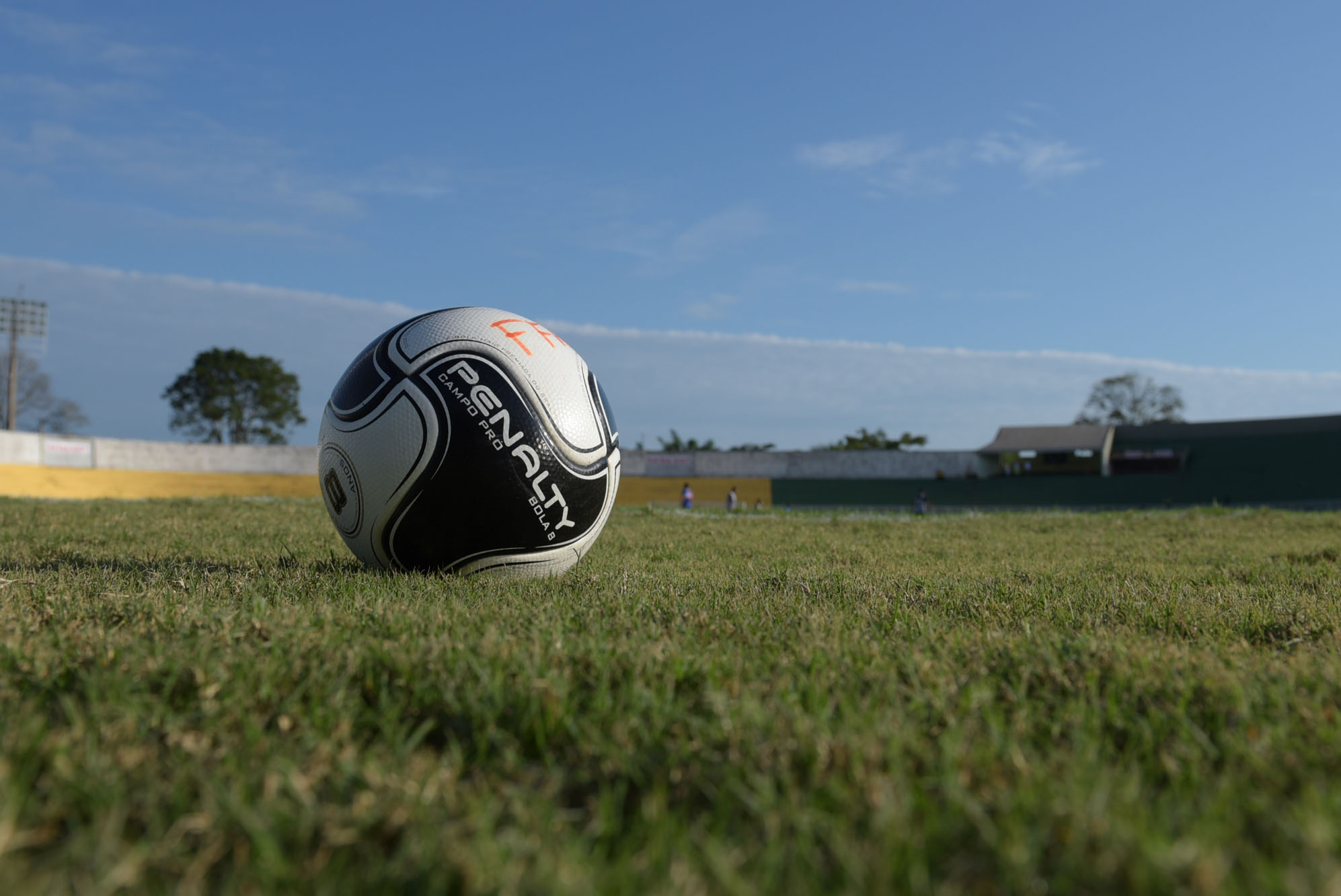
Florestão (Rio Branco)
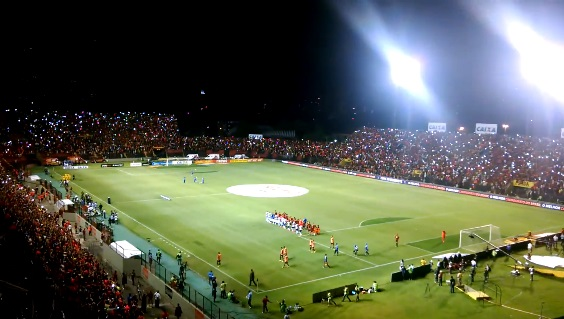
Ilha do Retiro (Recife)
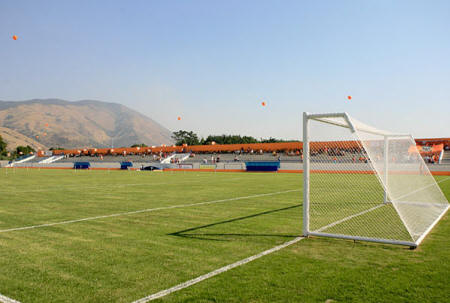
Laranjão (Nova Iguaçu)

Ainda foi utilizado o Estádio da UFAL (Maceió).

## Fase preliminar
Em caso de empate por pontos no confronto, a equipe com melhor saldo de gols avança para a primeira fase. Persistindo a igualdade, a vaga é definida através de disputa por pênaltis.
Em itálico, as equipes que possuem o mando de campo no primeiro jogo do confronto e em negrito as equipes classificadas.
| Equipe 1       | Total       | Equipe 2      | 1.º jogo | 2.º jogo |
| -------------- | ----------- | ------------- | -------- | -------- |
| Santana        | 1–5         | GAS           | 1–2      | 0–3      |
| Tocantinópolis | 3–3 (4–1 p) | Picos         | 2–0      | 1–3      |
| Real Ariquemes | 1–5         | Brasiliense   | 0–2      | 1–3      |
| Aquidauanense  | 1–6         | Rio Branco-ES | 1–4      | 0–2      |

## Primeira fase
Em caso de empate por pontos entre dois ou mais clubes, os critérios de desempate são aplicados na seguinte ordem:
1. Número de vitórias;
2. Saldo de gols;
3. Gols pró (marcados);
4. Confronto direto;
5. Menor número de cartões vermelhos;
6. Menor número de cartões amarelos;
7. Sorteio.

### Grupo A1
|  | v d e |

| Pos. | Equipes          | P  | J  | V  | E | D  | GP | GC | SG  | %  | M       | Classificação                |
| ---- | ---------------- | -- | -- | -- | - | -- | -- | -- | --- | -- | ------- | ---------------------------- |
| 1    | Castanhal        | 36 | 14 | 11 | 3 | 0  | 33 | 11 | +22 | 86 | Estável | Classificados à próxima fase |
| 2    | São Raimundo-RR  | 29 | 14 | 8  | 5 | 1  | 28 | 11 | +17 | 69 | Estável | Classificados à próxima fase |
| 3    | Penarol          | 24 | 14 | 7  | 3 | 4  | 23 | 14 | +9  | 57 | 1       | Classificados à próxima fase |
| 4    | Galvez           | 22 | 14 | 7  | 1 | 6  | 22 | 24 | –2  | 52 | 1       | Classificados à próxima fase |
| 5    | Fast Clube       | 15 | 14 | 3  | 6 | 5  | 21 | 20 | +1  | 36 | Estável |                              |
| 6    | Ypiranga-AP      | 13 | 14 | 3  | 4 | 7  | 13 | 22 | –9  | 31 | Estável |                              |
| 7    | GAS              | 9  | 14 | 2  | 3 | 9  | 12 | 29 | –17 | 21 | Estável |                              |
| 8    | Atlético Acreano | 7  | 14 | 2  | 1 | 11 | 14 | 35 | –21 | 17 | Estável |                              |

|                 | AAC | CAS | FAS | GAL | GAS | PEN | SRR | YCL |
| --------------- | --- | --- | --- | --- | --- | --- | --- | --- |
| Atlético-AC     | —   | 0–1 | 0–0 | 1–4 | 3–1 | 1–2 | 2–3 | 3–2 |
| Castanhal       | 3–1 | —   | 2–1 | 4–1 | 5–0 | 1–1 | 1–1 | 2–1 |
| Fast Clube      | 1–0 | 1–2 | —   | 1–2 | 4–0 | 3–2 | 0–0 | 3–3 |
| Galvez          | 2–1 | 1–5 | 2–2 | —   | 2–1 | 1–3 | 0–1 | 2–0 |
| GAS             | 2–0 | 2–2 | 3–2 | 0–3 | —   | 0–1 | 0–2 | 1–2 |
| Penarol         | 5–0 | 0–1 | 2–1 | 2–0 | 2–1 | —   | 1–1 | 1–1 |
| São Raimundo-RR | 7–1 | 1–2 | 1–1 | 3–1 | 1–1 | 2–1 | —   | 4–0 |
| Ypiranga-AP     | 2–1 | 0–2 | 1–1 | 0–1 | 0–0 | 1–0 | 0–1 | —   |

| Vitória do mandante Vitória do visitante Empate |

### Grupo A2
|  | v d e |

| Pos. | Equipes           | P  | J  | V | E | D | GP | GC | SG  | %  | M       | Classificação                |
| ---- | ----------------- | -- | -- | - | - | - | -- | -- | --- | -- | ------- | ---------------------------- |
| 1    | Guarany de Sobral | 28 | 14 | 9 | 1 | 4 | 24 | 16 | +8  | 67 | Estável | Classificados à próxima fase |
| 2    | 4 de Julho        | 24 | 14 | 7 | 3 | 4 | 18 | 11 | +7  | 57 | Estável | Classificados à próxima fase |
| 3    | Paragominas       | 23 | 14 | 6 | 5 | 3 | 26 | 19 | +7  | 55 | Estável | Classificados à próxima fase |
| 4    | Moto Club         | 21 | 14 | 6 | 3 | 5 | 20 | 19 | +1  | 50 | Estável | Classificados à próxima fase |
| 5    | Palmas            | 18 | 14 | 5 | 3 | 6 | 19 | 17 | +2  | 43 | Estável |                              |
| 6    | Imperatriz        | 17 | 14 | 3 | 8 | 3 | 14 | 17 | –3  | 40 | Estável |                              |
| 7    | Juventude Samas   | 14 | 14 | 3 | 5 | 6 | 13 | 21 | –8  | 33 | Estável |                              |
| 8    | Tocantinópolis    | 7  | 14 | 1 | 4 | 9 | 17 | 31 | –14 | 17 | Estável |                              |

|                | 4JU | GSO | IMP | SEJ | MOT | PMS | PGM | TCP |
| -------------- | --- | --- | --- | --- | --- | --- | --- | --- |
| 4 de Julho     | —   | 0–2 | 2–0 | 1–0 | 2–0 | 1–2 | 4–0 | 1–1 |
| Guarany-CE     | 3–1 | —   | 1–1 | 2–1 | 4–2 | 2–1 | 1–0 | 2–1 |
| Imperatriz     | 0–0 | 1–0 | —   | 1–1 | 0–1 | 3–2 | 2–2 | 3–2 |
| Juventude-MA   | 0–0 | 2–0 | 1–1 | —   | 0–3 | 0–3 | 1–3 | 3–3 |
| Moto Club      | 1–0 | 0–2 | 1–1 | 3–1 | —   | 1–0 | 1–4 | 3–0 |
| Palmas         | 1–2 | 0–2 | 0–0 | 1–2 | 2–1 | —   | 0–0 | 2–1 |
| Paragominas    | 1–2 | 2–1 | 4–1 | 0–0 | 2–2 | 1–1 | —   | 4–1 |
| Tocantinópolis | 0–2 | 4–2 | 0–0 | 0–1 | 1–1 | 1–4 | 2–3 | —   |

| Vitória do mandante Vitória do visitante Empate |

### Grupo A3
|  | v d e |

| Pos. | Equipes           | P  | J  | V | E | D | GP | GC | SG  | %  | M       | Classificação                |
| ---- | ----------------- | -- | -- | - | - | - | -- | -- | --- | -- | ------- | ---------------------------- |
| 1    | ABC               | 28 | 14 | 9 | 1 | 4 | 30 | 13 | +17 | 67 | Estável | Classificados à próxima fase |
| 2    | Campinense        | 25 | 14 | 7 | 4 | 3 | 23 | 12 | +11 | 59 | 1       | Classificados à próxima fase |
| 3    | América de Natal  | 22 | 14 | 6 | 4 | 4 | 25 | 20 | +5  | 52 | 1       | Classificados à próxima fase |
| 4    | Atlético Cearense | 21 | 14 | 6 | 3 | 5 | 22 | 20 | +2  | 50 | Estável | Classificados à próxima fase |
| 5    | Sousa             | 16 | 14 | 4 | 4 | 6 | 16 | 18 | –2  | 38 | Estável |                              |
| 6    | Central           | 15 | 14 | 3 | 6 | 5 | 13 | 17 | –4  | 36 | 1       |                              |
| 7    | Treze             | 15 | 14 | 2 | 9 | 3 | 18 | 16 | +2  | 36 | 1       |                              |
| 8    | Caucaia           | 9  | 14 | 2 | 3 | 9 | 20 | 51 | –31 | 21 | Estável |                              |

|             | ABC | AMN | ATC | CMP | CAU | CEN | SOU | TRE |
| ----------- | --- | --- | --- | --- | --- | --- | --- | --- |
| ABC         | —   | 3–1 | 0–2 | 2–0 | 9–1 | 2–0 | 4–0 | 2–0 |
| América-RN  | 2–3 | —   | 2–0 | 0–0 | 4–2 | 1–0 | 4–1 | 2–2 |
| Atlético-CE | 1–0 | 0–2 | —   | 2–3 | 4–1 | 0–0 | 2–0 | 2–2 |
| Campinense  | 0–1 | 3–0 | 3–0 | —   | 5–0 | 2–1 | 1–0 | 0–0 |
| Caucaia     | 3–2 | 2–2 | 3–4 | 3–3 | —   | 1–1 | 1–0 | 0–4 |
| Central     | 1–1 | 2–1 | 1–3 | 0–1 | 3–2 | —   | 0–0 | 2–1 |
| Sousa       | 2–0 | 0–2 | 2–1 | 3–2 | 7–0 | 0–0 | —   | 0–0 |
| Treze       | 0–1 | 2–2 | 1–1 | 0–0 | 3–1 | 2–2 | 1–1 | —   |

| Vitória do mandante Vitória do visitante Empate | Em negrito os jogos "clássicos". |

### Grupo A4
|  | v d e |

| Pos. | Equipes                | P  | J  | V | E | D  | GP | GC | SG  | %  | M       | Classificação                |
| ---- | ---------------------- | -- | -- | - | - | -- | -- | -- | --- | -- | ------- | ---------------------------- |
| 1    | Juazeirense            | 27 | 14 | 7 | 6 | 1  | 18 | 9  | +9  | 64 | Estável | Classificados à próxima fase |
| 2    | Itabaiana              | 26 | 14 | 7 | 5 | 2  | 22 | 13 | +9  | 62 | Estável | Classificados à próxima fase |
| 3    | Sergipe                | 23 | 14 | 6 | 5 | 3  | 16 | 8  | +8  | 55 | Estável | Classificados à próxima fase |
| 4    | Retrô                  | 20 | 14 | 4 | 8 | 2  | 17 | 14 | +3  | 48 | Estável | Classificados à próxima fase |
| 5    | Atlético de Alagoinhas | 18 | 14 | 4 | 6 | 4  | 15 | 17 | –2  | 43 | 1       |                              |
| 6    | Bahia de Feira         | 15 | 14 | 3 | 6 | 5  | 18 | 20 | –2  | 36 | 1       |                              |
| 7    | ASA                    | 12 | 14 | 3 | 3 | 8  | 12 | 22 | –10 | 29 | Estável |                              |
| 8    | Murici                 | 6  | 14 | 1 | 3 | 10 | 14 | 29 | –15 | 14 | Estável |                              |

|                | ASA | AAL | BFE | ITA | JZE | MUR | RET | SER |
| -------------- | --- | --- | --- | --- | --- | --- | --- | --- |
| ASA            | —   | 0–0 | 1–1 | 0–2 | 1–0 | 4–2 | 0–1 | 1–3 |
| Atlético-BA    | 1–0 | —   | 2–2 | 0–0 | 3–3 | 1–0 | 1–1 | 0–0 |
| Bahia de Feira | 1–0 | 1–2 | —   | 0–1 | 1–1 | 6–1 | 1–1 | 1–1 |
| Itabaiana      | 4–1 | 3–1 | 1–2 | —   | 1–1 | 1–0 | 1–2 | 2–1 |
| Juazeirense    | 2–0 | 1–0 | 2–1 | 1–1 | —   | 2–1 | 1–0 | 0–0 |
| Murici         | 0–1 | 2–3 | 2–0 | 2–2 | 0–3 | —   | 2–2 | 1–1 |
| Retrô          | 3–3 | 3–1 | 1–1 | 2–2 | 0–0 | 1–0 | —   | 0–0 |
| Sergipe        | 2–0 | 1–0 | 4–0 | 0–1 | 0–1 | 2–1 | 1–0 | —   |

| Vitória do mandante Vitória do visitante Empate | Em negrito os jogos "clássicos". |

### Grupo A5
|  | v d e |

| Pos. | Equipes            | P  | J  | V | E | D  | GP | GC | SG  | %  | M       | Classificação                |
| ---- | ------------------ | -- | -- | - | - | -- | -- | -- | --- | -- | ------- | ---------------------------- |
| 1    | Aparecidense       | 28 | 14 | 8 | 4 | 2  | 19 | 8  | +11 | 67 | Estável | Classificados à próxima fase |
| 2    | Nova Mutum         | 27 | 14 | 8 | 3 | 3  | 18 | 11 | +7  | 64 | Estável | Classificados à próxima fase |
| 3    | União Rondonópolis | 24 | 14 | 7 | 3 | 4  | 21 | 15 | +6  | 57 | Estável | Classificados à próxima fase |
| 4    | Brasiliense        | 21 | 14 | 6 | 3 | 5  | 22 | 14 | +8  | 50 | Estável | Classificados à próxima fase |
| 5    | Goianésia          | 21 | 14 | 5 | 6 | 3  | 15 | 14 | +1  | 50 | Estável |                              |
| 6    | Porto Velho        | 13 | 14 | 2 | 7 | 5  | 10 | 16 | –6  | 31 | Estável |                              |
| 7    | Gama               | 12 | 14 | 2 | 6 | 6  | 13 | 18 | –5  | 29 | Estável |                              |
| 8    | Jaraguá            | 5  | 14 | 1 | 2 | 11 | 6  | 28 | –22 | 12 | Estável |                              |

|                    | APA | BRS | GAM | GNS | JAR | NMU | PVE | UNR |
| ------------------ | --- | --- | --- | --- | --- | --- | --- | --- |
| Aparecidense       | —   | 1–0 | 2–1 | 4–1 | 1–0 | 3–1 | 0–1 | 1–1 |
| Brasiliense        | 1–2 | —   | 0–0 | 1–1 | 3–0 | 3–1 | 2–1 | 2–3 |
| Gama               | 0–0 | 0–1 | —   | 0–0 | 4–1 | 0–3 | 1–1 | 0–3 |
| Goianésia          | 0–0 | 1–1 | 2–1 | —   | 0–1 | 1–0 | 1–1 | 3–3 |
| Jaraguá            | 1–1 | 0–4 | 1–3 | 0–3 | —   | 1–2 | 0–0 | 0–2 |
| Nova Mutum         | 1–0 | 1–0 | 1–1 | 2–0 | 2–0 | —   | 1–1 | 1–0 |
| Porto Velho        | 0–2 | 1–3 | 1–1 | 0–1 | 1–0 | 1–1 | —   | 0–2 |
| União Rondonópolis | 0–2 | 2–1 | 2–1 | 0–1 | 2–1 | 0–1 | 1–1 | —   |

| Vitória do mandante Vitória do visitante Empate | Em negrito os jogos "clássicos". |

### Grupo A6
|  | v d e |

| Pos. | Equipes       | P  | J  | V  | E | D | GP | GC | SG  | %  | M       | Classificação                |
| ---- | ------------- | -- | -- | -- | - | - | -- | -- | --- | -- | ------- | ---------------------------- |
| 1    | Ferroviária   | 33 | 14 | 10 | 3 | 1 | 24 | 5  | +19 | 79 | Estável | Classificados à próxima fase |
| 2    | Boa Esporte   | 24 | 14 | 6  | 6 | 2 | 20 | 11 | +9  | 57 | Estável | Classificados à próxima fase |
| 3    | Uberlândia    | 23 | 14 | 6  | 5 | 3 | 21 | 15 | +6  | 55 | Estável | Classificados à próxima fase |
| 4    | Caldense      | 21 | 14 | 6  | 3 | 5 | 26 | 19 | +7  | 50 | Estável | Classificados à próxima fase |
| 5    | Rio Branco VN | 21 | 14 | 5  | 6 | 3 | 18 | 13 | +5  | 50 | Estável |                              |
| 6    | Rio Branco-ES | 15 | 14 | 4  | 3 | 7 | 17 | 22 | –5  | 36 | Estável |                              |
| 7    | Patrocinense  | 7  | 14 | 1  | 4 | 9 | 9  | 22 | –13 | 17 | Estável |                              |
| 8    | Águia Negra   | 7  | 14 | 1  | 4 | 9 | 13 | 41 | –28 | 17 | Estável |                              |

|               | AGN | BOA | CAL | FER | PAT | RBC | RBV | UEC |
| ------------- | --- | --- | --- | --- | --- | --- | --- | --- |
| Águia Negra   | —   | 0–0 | 0–6 | 0–1 | 4–1 | 2–6 | 2–2 | 1–1 |
| Boa Esporte   | 4–0 | —   | 1–1 | 0–0 | 2–0 | 1–1 | 3–1 | 2–2 |
| Caldense      | 6–2 | 0–1 | —   | 0–1 | 0–0 | 1–2 | 0–0 | 3–1 |
| Ferroviária   | 7–0 | 2–0 | 3–1 | —   | 1–0 | 2–0 | 1–0 | 0–3 |
| Patrocinense  | 1–0 | 1–3 | 2–3 | 0–2 | —   | 0–0 | 1–1 | 0–1 |
| Rio Branco-ES | 2–0 | 1–2 | 1–2 | 0–3 | 2–1 | —   | 0–3 | 0–2 |
| Rio Branco VN | 2–2 | 2–1 | 3–0 | 0–0 | 2–1 | 0–0 | —   | 1–0 |
| Uberlândia    | 2–0 | 0–0 | 2–3 | 1–1 | 1–1 | 3–2 | 2–1 | —   |

| Vitória do mandante Vitória do visitante Empate |

### Grupo A7
|  | v d e |

| Pos. | Equipes          | P  | J  | V | E | D | GP | GC | SG | %  | M       | Classificação                |
| ---- | ---------------- | -- | -- | - | - | - | -- | -- | -- | -- | ------- | ---------------------------- |
| 1    | Portuguesa       | 24 | 14 | 6 | 6 | 2 | 20 | 12 | +8 | 57 | Estável | Classificados à próxima fase |
| 2    | Santo André      | 21 | 14 | 6 | 3 | 5 | 16 | 13 | +3 | 50 | Estável | Classificados à próxima fase |
| 3    | Cianorte         | 20 | 14 | 4 | 8 | 2 | 12 | 9  | +3 | 48 | Estável | Classificados à próxima fase |
| 4    | Bangu            | 19 | 14 | 5 | 4 | 5 | 14 | 16 | –2 | 45 | Estável | Classificados à próxima fase |
| 5    | Inter de Limeira | 19 | 14 | 5 | 4 | 5 | 11 | 14 | –3 | 45 | Estável |                              |
| 6    | Boavista-RJ      | 18 | 14 | 5 | 3 | 6 | 11 | 13 | –2 | 43 | Estável |                              |
| 7    | São Bento        | 14 | 14 | 3 | 5 | 6 | 10 | 13 | –3 | 33 | Estável |                              |
| 8    | Madureira        | 14 | 14 | 3 | 5 | 6 | 12 | 16 | –4 | 33 | Estável |                              |

|                  | BAN | BVT | CIA | ITL | MAD | POR | STA | SBN |
| ---------------- | --- | --- | --- | --- | --- | --- | --- | --- |
| Bangu            | —   | 0–2 | 1–1 | 1–1 | 3–1 | 2–1 | 1–2 | 1–0 |
| Boavista         | 2–0 | —   | 1–1 | 0–1 | 1–1 | 0–1 | 0–2 | 0–0 |
| Cianorte         | 2–0 | 2–1 | —   | 0–0 | 0–0 | 0–0 | 1–1 | 1–0 |
| Inter de Limeira | 0–1 | 1–0 | 2–1 | —   | 0–3 | 1–1 | 1–2 | 0–2 |
| Madureira        | 1–0 | 1–2 | 0–0 | 1–2 | —   | 1–1 | 1–0 | 1–2 |
| Portuguesa       | 1–1 | 3–0 | 2–2 | 0–1 | 2–0 | —   | 1–0 | 2–0 |
| Santo André      | 1–2 | 0–1 | 1–0 | 2–1 | 2–0 | 2–2 | —   | 1–1 |
| São Bento        | 1–1 | 0–1 | 0–1 | 0–0 | 1–1 | 2–3 | 1–0 | —   |

| Vitória do mandante Vitória do visitante Empate |

### Grupo A8
|  | v d e |

| Pos. | Equipes             | P  | J  | V | E | D | GP | GC | SG  | %  | M       | Classificação                |
| ---- | ------------------- | -- | -- | - | - | - | -- | -- | --- | -- | ------- | ---------------------------- |
| 1    | Joinville           | 28 | 14 | 7 | 7 | 0 | 17 | 6  | +11 | 67 | 1       | Classificados à próxima fase |
| 2    | FC Cascavel         | 27 | 14 | 7 | 6 | 1 | 27 | 17 | +10 | 64 | 1       | Classificados à próxima fase |
| 3    | Esportivo           | 18 | 14 | 4 | 6 | 4 | 15 | 13 | +2  | 43 | 2       | Classificados à próxima fase |
| 4    | Caxias              | 18 | 14 | 4 | 6 | 4 | 15 | 13 | +2  | 43 | 1       | Classificados à próxima fase |
| 5    | Juventus de Jaraguá | 18 | 14 | 4 | 6 | 4 | 12 | 11 | +1  | 43 | 1       |                              |
| 6    | Marcílio Dias       | 18 | 14 | 4 | 6 | 4 | 13 | 17 | –4  | 43 | Estável |                              |
| 7    | Aimoré              | 12 | 14 | 3 | 3 | 8 | 15 | 18 | –3  | 29 | Estável |                              |
| 8    | Rio Branco-PR       | 7  | 14 | 1 | 4 | 9 | 8  | 27 | –19 | 17 | Estável |                              |

|               | AIM | CAX | ESP | FCC | JOI | GEJ | MDI | RBP |
| ------------- | --- | --- | --- | --- | --- | --- | --- | --- |
| Aimoré        | —   | 2–0 | 1–1 | 1–3 | 0–0 | 0–1 | 4–1 | 1–0 |
| Caxias        | 2–1 | —   | 0–1 | 1–1 | 0–0 | 1–1 | 2–0 | 5–1 |
| Esportivo     | 2–1 | 1–1 | —   | 2–2 | 0–1 | 2–1 | 0–0 | 4–1 |
| FC Cascavel   | 2–2 | 1–0 | 2–1 | —   | 3–3 | 1–0 | 2–0 | 3–1 |
| Joinville     | 1–0 | 2–0 | 0–0 | 3–1 | —   | 1–0 | 1–1 | 3–0 |
| Juventus-SC   | 1–0 | 1–1 | 1–0 | 1–1 | 0–1 | —   | 2–0 | 0–0 |
| Marcílio Dias | 3–2 | 0–0 | 2–1 | 1–1 | 1–1 | 1–1 | —   | 2–0 |
| Rio Branco-PR | 1–0 | 1–2 | 0–0 | 1–4 | 0–0 | 2–2 | 0–1 | —   |

| Vitória do mandante Vitória do visitante Empate | Em negrito os jogos "clássicos". |

### Desempenho por rodada
Clubes que lideraram cada grupo ao final de cada rodada:
|          | 1   | 2   | 3   | 4   | 5   | 6   | 7   | 8   | 9   | 10  | 11  | 12  | 13  | 14  |
| Grupo A1 | CAS | CAS | CAS | CAS | CAS | CAS | CAS | CAS | CAS | CAS | CAS | CAS | CAS | CAS |
| Grupo A2 | IMP | GSO | GSO | GSO | GSO | GSO | GSO | 4JU | 4JU | GSO | GSO | GSO | GSO | GSO |
| Grupo A3 | SOU | ABC | ABC | ABC | ABC | ABC | ABC | ABC | ABC | ABC | ABC | ABC | ABC | ABC |
| Grupo A4 | RET | JZE | RET | JZE | ITA | ITA | JZE | JZE | JZE | JZE | JZE | JZE | JZE | JZE |
| Grupo A5 | APA | BRS | BRS | APA | NMU | GNS | GNS | GNS | APA | APA | APA | APA | APA | APA |
| Grupo A6 | BOA | UEC | UEC | FER | FER | FER | FER | FER | FER | FER | FER | FER | FER | FER |
| Grupo A7 | MAD | MAD | MAD | BVT | MAD | STA | MAD | POR | POR | POR | POR | POR | POR | POR |
| Grupo A8 | AIM | CAX | JOI | FCC | FCC | FCC | FCC | FCC | FCC | FCC | FCC | FCC | FCC | JOI |

Clubes que ficaram na última posição de cada grupo ao final de cada rodada:
|          | 1   | 2   | 3   | 4   | 5   | 6   | 7   | 8   | 9   | 10  | 11  | 12  | 13  | 14  |
| Grupo A1 | GAL | GAS | GAS | AAC | AAC | AAC | AAC | AAC | AAC | AAC | AAC | AAC | AAC | AAC |
| Grupo A2 | PGM | PMS | PMS | PMS | PMS | PMS | PMS | TCP | TCP | TCP | TCP | TCP | TCP | TCP |
| Grupo A3 | TRE | TRE | CAU | CAU | TRE | TRE | CAU | CAU | CEN | CEN | CEN | CAU | CAU | CAU |
| Grupo A4 | MUR | ASA | AAL | AAL | AAL | MUR | MUR | MUR | MUR | MUR | MUR | MUR | MUR | MUR |
| Grupo A5 | NMU | JAR | JAR | JAR | JAR | JAR | JAR | JAR | JAR | JAR | JAR | JAR | JAR | JAR |
| Grupo A6 | AGN | AGN | AGN | PAT | PAT | PAT | PAT | PAT | PAT | PAT | PAT | PAT | AGN | AGN |
| Grupo A7 | ITL | ITL | ITL | BAN | BAN | SBN | SBN | SBN | SBN | SBN | SBN | ITL | MAD | MAD |
| Grupo A8 | MDI | RBP | RBP | RBP | RBP | RBP | RBP | RBP | RBP | RBP | RBP | RBP | RBP | RBP |

## Segunda fase
Os cruzamentos para a segunda fase foram predefinidos por regulamento.
Em itálico, as equipes que possuem o mando de campo no primeiro jogo do confronto e em negrito as equipes classificadas.
| Equipe 1           | Total       | Equipe 2          | 1.º jogo | 2.º jogo |
| ------------------ | ----------- | ----------------- | -------- | -------- |
| Moto Club          | 4–1         | Castanhal         | 2–0      | 2–1      |
| Penarol            | 1–3         | 4 de Julho        | 1–0      | 0–3      |
| Galvez             | 0–2         | Guarany de Sobral | 0–0      | 0–2      |
| Paragominas        | 3–1         | São Raimundo-RR   | 1–0      | 2–1      |
| Retrô              | 3–4         | ABC               | 1–1      | 2–3      |
| América de Natal   | 3–1         | Itabaiana         | 1–1      | 2–0      |
| Atlético Cearense  | 1–1 (5–3 p) | Juazeirense       | 1–1      | 0–0      |
| Sergipe            | 3–3 (2–4 p) | Campinense        | 2–2      | 1–1      |
| Caldense           | 2–3         | Aparecidense      | 1–0      | 1–3      |
| União Rondonópolis | 3–1         | Boa Esporte       | 2–0      | 1–1      |
| Brasiliense        | 0–1         | Ferroviária       | 0–0      | 0–1      |
| Uberlândia         | 3–1         | Nova Mutum        | 1–1      | 2–0      |
| Caxias             | 1–1 (4–1 p) | Portuguesa        | 1–0      | 0–1      |
| Cianorte           | 3–0         | FC Cascavel       | 0–0      | 3–0      |
| Bangu              | 2–2 (3–4 p) | Joinville         | 1–1      | 1–1      |
| Esportivo          | 1–1 (5–4 p) | Santo André       | 0–1      | 1–0      |

## Terceira fase
Os cruzamentos para a terceira fase foram predefinidos por regulamento.
Em itálico, as equipes que possuem o mando de campo no primeiro jogo do confronto e em negrito as equipes classificadas.
| Equipe 1          | Total       | Equipe 2           | 1.º jogo | 2.º jogo |
| ----------------- | ----------- | ------------------ | -------- | -------- |
| América de Natal  | 5–2         | Moto Club          | 1–0      | 4–2      |
| 4 de Julho        | 1–3         | ABC                | 1–1      | 0–2      |
| Campinense        | 4–1         | Guarany de Sobral  | 2–1      | 2–0      |
| Atlético Cearense | 3–2         | Paragominas        | 2–0      | 1–2      |
| Cianorte          | 0–1         | Aparecidense       | 0–0      | 0–1      |
| Caxias            | 4–0         | União Rondonópolis | 2–0      | 2–0      |
| Uberlândia        | 2–2 (3–1 p) | Joinville          | 1–0      | 1–2      |
| Esportivo         | 2–3         | Ferroviária        | 1–2      | 1–1      |

## Fase final
A partir da quarta fase (quartas de final) os cruzamentos entre as oito equipes classificadas foram determinados de acordo com a melhor campanha, somando-se todas as fases anteriores (exceto a fase preliminar); a equipe de melhor campanha enfrenta a equipe de pior campanha; a de segunda melhor campanha enfrenta a de segunda pior campanha, e assim sucessivamente. Para as semifinais os cruzamentos voltam a ser predefinidos com a pontuação na campanha servindo para definir os mandos de campo (equipes de melhor campanha sempre decidem o confronto em casa).
Tabela de classificação após a terceira fase
| Pos. | Equipes           | Pts | J  | V  | E | D | GP | GC | SG  |
| ---- | ----------------- | --- | -- | -- | - | - | -- | -- | --- |
| 1    | Ferroviária       | 41  | 18 | 12 | 5 | 1 | 28 | 7  | +21 |
| 2    | ABC               | 36  | 18 | 11 | 3 | 4 | 37 | 17 | +20 |
| 3    | Aparecidense      | 35  | 18 | 10 | 5 | 3 | 23 | 10 | +13 |
| 4    | Campinense        | 33  | 18 | 9  | 6 | 3 | 30 | 16 | +14 |
| 5    | América de Natal  | 32  | 18 | 9  | 5 | 4 | 33 | 23 | +10 |
| 6    | Uberlândia        | 30  | 18 | 8  | 6 | 4 | 26 | 18 | +8  |
| 7    | Caxias            | 27  | 18 | 7  | 6 | 5 | 20 | 14 | +6  |
| 8    | Atlético Cearense | 26  | 18 | 7  | 5 | 6 | 26 | 23 | +3  |

Tabela de classificação após as quartas de final
| Pos. | Equipes           | Pts | J  | V  | E | D | GP | GC | SG  |
| ---- | ----------------- | --- | -- | -- | - | - | -- | -- | --- |
| 1    | ABC               | 40  | 20 | 12 | 4 | 4 | 40 | 17 | +23 |
| 2    | Aparecidense      | 39  | 20 | 11 | 6 | 3 | 25 | 11 | +14 |
| 3    | Campinense        | 35  | 20 | 9  | 8 | 3 | 30 | 16 | +14 |
| 4    | Atlético Cearense | 28  | 20 | 7  | 7 | 6 | 27 | 24 | +3  |

Tabela de classificação após as semifinais
| Pos. | Equipes      | Pts | J  | V  | E | D | GP | GC | SG  |
| ---- | ------------ | --- | -- | -- | - | - | -- | -- | --- |
| 1    | Aparecidense | 42  | 22 | 12 | 6 | 4 | 29 | 14 | +15 |
| 2    | Campinense   | 39  | 22 | 10 | 9 | 3 | 34 | 18 | +16 |

Cruzamentos até a final
Em itálico, as equipes que possuem o mando de campo no primeiro jogo do confronto e em negrito as equipes classificadas.
|  | Quartas de final        | Quartas de final  | Quartas de final  | Quartas de final  |   |                   | Semifinais         | Semifinais         | Semifinais         | Semifinais         |  |            | Final              | Final              | Final              | Final              |  |  |
|  | 9 a 17 de outubro       | 9 a 17 de outubro | 9 a 17 de outubro | 9 a 17 de outubro |   |                   | 23 a 31 de outubro | 23 a 31 de outubro | 23 a 31 de outubro | 23 a 31 de outubro |  |            | 6 e 13 de novembro | 6 e 13 de novembro | 6 e 13 de novembro | 6 e 13 de novembro |  |  |
|  |                         |                   |                   |                   |   |                   |                    |                    |                    |                    |  |            |                    |                    |                    |                    |  |  |
|  | Atlético Cearense (pen) | 1                 | 0                 | 1 (4)             |   |                   |                    |                    |                    |                    |  |            |                    |                    |                    |                    |  |  |
|  | Ferroviária             | 1                 | 0                 | 1 (3)             |   |                   |                    |                    |                    |                    |  |            |                    |                    |                    |                    |  |  |
|  | Ferroviária             | 1                 | 0                 | 1 (3)             |   | Atlético Cearense | 1                  | 1                  | 2                  |                    |  |            |                    |                    |                    |                    |  |  |
|  |                         |                   |                   |                   |   | Atlético Cearense | 1                  | 1                  | 2                  |                    |  |            |                    |                    |                    |                    |  |  |
|  |                         | Campinense        | 1                 | 3                 | 4 |                   |                    |                    |                    |                    |  |            |                    |                    |                    |                    |  |  |
|  | América de Natal        | Campinense        | 1                 | 3                 | 4 | 0                 | 0                  | 0 (2)              |                    |                    |  |            |                    |                    |                    |                    |  |  |
|  | América de Natal        |                   |                   |                   |   | 0                 | 0                  | 0 (2)              |                    |                    |  |            |                    |                    |                    |                    |  |  |
|  | Campinense (pen)        | 0                 | 0                 | 0 (4)             |   |                   |                    |                    |                    |                    |  |            |                    |                    |                    |                    |  |  |
|  | Campinense (pen)        | 0                 | 0                 | 0 (4)             |   |                   |                    |                    |                    |                    |  | Campinense | 0                  | 1                  | 1                  |                    |  |  |
|  |                         |                   |                   |                   |   |                   |                    |                    |                    |                    |  | Campinense | 0                  | 1                  | 1                  |                    |  |  |
|  |                         | Aparecidense      | 1                 | 1                 | 2 |                   |                    |                    |                    |                    |  |            |                    |                    |                    |                    |  |  |
|  | Uberlândia              | Aparecidense      | 1                 | 1                 | 2 | 0                 | 1                  | 1                  |                    |                    |  |            |                    |                    |                    |                    |  |  |
|  | Uberlândia              |                   |                   |                   |   | 0                 | 1                  | 1                  |                    |                    |  |            |                    |                    |                    |                    |  |  |
|  | Aparecidense            | 1                 | 1                 | 2                 |   |                   |                    |                    |                    |                    |  |            |                    |                    |                    |                    |  |  |
|  | Aparecidense            | 1                 | 1                 | 2                 |   | Aparecidense      | 4                  | 0                  | 4                  |                    |  |            |                    |                    |                    |                    |  |  |
|  |                         |                   |                   |                   |   | Aparecidense      | 4                  | 0                  | 4                  |                    |  |            |                    |                    |                    |                    |  |  |
|  |                         | ABC               | 2                 | 1                 | 3 |                   |                    |                    |                    |                    |  |            |                    |                    |                    |                    |  |  |
|  | Caxias                  | ABC               | 2                 | 1                 | 3 | 0                 | 0                  | 0                  |                    |                    |  |            |                    |                    |                    |                    |  |  |
|  | Caxias                  |                   |                   |                   |   | 0                 | 0                  | 0                  |                    |                    |  |            |                    |                    |                    |                    |  |  |
|  | ABC                     | 0                 | 3                 | 3                 |   |                   |                    |                    |                    |                    |  |            |                    |                    |                    |                    |  |  |

| Aumento | Equipes promovidas à Série C de 2022 |

### Final
Ida
| 6 de novembro | Campinense | 0 – 1  | Aparecidense | Estádio Amigão, Campina Grande                        |
| 16:00 (UTC−3) |            | Súmula | 21' David    | Público: 2 731 Árbitro: PR Paulo Roberto Alves Junior |

| Campinense | Aparecidense |

Volta
| 13 de novembro | Aparecidense | 1 – 1  | Campinense | Estádio Annibal Batista de Toledo, Aparecida de Goiânia |
| 16:00 (UTC−3)  | Samuel 77'   | Súmula | 53' Dione  | Público: 1 995 Árbitro: SP Raphael Claus                |

| Aparecidense | Campinense |

## Estatísticas

### Artilharia
| Gols | Jogador        | Equipe            |
| ---- | -------------- | ----------------- |
| 13   | Gabriel Santos | Caldense          |
| 11   | Ingro          | Uberlândia        |
| 9    | Pecel          | Castanhal         |
| 8    | Igor Bahia     | Murici            |
| 8    | Michel         | Caxias            |
| 8    | Olávio         | Atlético Cearense |
| 8    | Raílson        | Penarol           |
| 8    | Robinho        | FC Cascavel       |
| 8    | Wallyson       | ABC               |

### Hat-tricks
| Jogador          | Clube                  | Adversário  | Placar  | Data         | Ref.   |
| ---------------- | ---------------------- | ----------- | ------- | ------------ | ------ |
| Gabriel Santos   | Caldense               | Águia Negra | 6–2 (C) | 10 de julho  | [ 23 ] |
| Luquinhas        | Brasiliense            | Jaraguá     | 3–0 (C) | 24 de julho  | [ 24 ] |
| Gabriel Santos   | Caldense               | Águia Negra | 6–0 (F) | 1 de agosto  | [ 25 ] |
| Wallyson         | ABC                    | Caucaia     | 9–1 (C) | 9 de agosto  | [ 26 ] |
| Emerson          | Atlético de Alagoinhas | Juazeirense | 3–3 (C) | 14 de agosto | [ 27 ] |
| Leandro Cearense | Castanhal              | GAS         | 5–0 (C) | 15 de agosto | [ 28 ] |
| Hugo             | Guarany de Sobral      | Moto Club   | 4–2 (C) | 28 de agosto | [ 29 ] |
| Radamés          | Galvez                 | GAS         | 3–0 (F) | 28 de agosto | [ 30 ] |
| Deon             | Bahia de Feira         | Murici      | 6–1 (C) | 29 de agosto | [ 31 ] |

### Poker-tricks
| Jogador | Clube           | Adversário       | Placar  | Data          | Ref.   |
| ------- | --------------- | ---------------- | ------- | ------------- | ------ |
| Michel  | Caxias          | Rio Branco-PR    | 5–1 (C) | 13 de junho   | [ 32 ] |
| Tomaz   | São Raimundo-RR | Atlético Acreano | 7–1 (C) | 5 de setembro | [ 33 ] |

### Público
Com o avanço da vacinação e tendo em vista o cenário da pandemia de COVID-19 no Brasil, a CBF divulgou no dia 16 de agosto de 2021 um protocolo para retorno do público aos estádios, seguindo uma série de medidas e usando a chamada "taxa de normalidade" para definir quando e como esse retorno aconteceria. No entanto, como o protocolo não contempla a Série D, alguns clubes entraram com representações no Superior Tribunal de Justiça Desportiva (STJD) para obter a liberação de público em seus estádios, com capacidade máxima limitada, como Boa Esporte e União Rondonópolis. No dia 21 de setembro, a CBF confirmou a liberação de público a partir da terceira fase (oitavas de final) em cidades com decretos que permitem a presença de torcedores nos estádios e seguindo as restrições de capacidade e admissão adotadas por cada município, além da garantia do "equilíbrio técnico", exigindo que, nos confrontos de ida e volta, obrigatoriamente as duas partidas devem ter público, caso contrário não será permitido que apenas um dos clubes conte com a presença de torcida em seu estádio.
Maiores públicos
Estes são os dez maiores públicos do campeonato:
| Nº | Público | Mandante         | Placar | Visitante         | Estádio                   | Data           | Rodada    | Ref.   |
| -- | ------- | ---------------- | ------ | ----------------- | ------------------------- | -------------- | --------- | ------ |
| 1  | 7 333   | América de Natal | 0–0    | Campinense        | Arena das Dunas           | 9 de outubro   | Quartas   | [ 38 ] |
| 2  | 6 111   | ABC              | 3–0    | Caxias            | Frasqueirão               | 17 de outubro  | Quartas   | [ 39 ] |
| 3  | 4 536   | ABC              | 1–0    | Aparecidense      | Frasqueirão               | 31 de outubro  | Semifinal | [ 40 ] |
| 4  | 3 905   | Campinense       | 0–0    | América de Natal  | Amigão                    | 16 de outubro  | Quartas   | [ 41 ] |
| 5  | 2 731   | Campinense       | 0–1    | Aparecidense      | Amigão                    | 6 de novembro  | Final     | [ 20 ] |
| 6  | 2 693   | Campinense       | 3–1    | Atlético Cearense | Amigão                    | 30 de outubro  | Semifinal | [ 42 ] |
| 7  | 2 379   | América de Natal | 1–0    | Moto Club         | Arena das Dunas           | 26 de setembro | 3ª fase   | [ 43 ] |
| 8  | 1 995   | Aparecidense     | 1–1    | Campinense        | Annibal Batista de Toledo | 13 de novembro | Final     | [ 21 ] |
| 9  | 1 006   | Caxias           | 0–0    | ABC               | Centenário                | 10 de outubro  | Quartas   | [ 44 ] |
| 10 | 990     | Moto Club        | 2–4    | América de Natal  | Nhozinho Santos           | 3 de outubro   | 3ª fase   | [ 45 ] |

Menores públicos
Estes são os menores públicos do campeonato:
| Nº | Público | Mandante           | Placar | Visitante          | Estádio                   | Data           | Rodada    | Ref.   |
| -- | ------- | ------------------ | ------ | ------------------ | ------------------------- | -------------- | --------- | ------ |
| 1  | 85      | União Rondonópolis | 2–0    | Boa Esporte        | Luthero Lopes             | 11 de setembro | 2ª fase   | [ 46 ] |
| 2  | 126     | Esportivo          | 1–2    | Ferroviária        | Montanha dos Vinhedos     | 25 de setembro | 3ª fase   | [ 47 ] |
| 3  | 143     | Aparecidense       | 4–2    | ABC                | Annibal Batista de Toledo | 24 de outubro  | Semifinal | [ 48 ] |
| 4  | 313     | Boa Esporte        | 1–1    | União Rondonópolis | Melão                     | 18 de setembro | 2ª fase   | [ 49 ] |
| 5  | 322     | Boa Esporte        | 3–1    | Rio Branco VN      | Melão                     | 28 de agosto   | 13ª       | [ 50 ] |
| 6  | 373     | Caxias             | 2–0    | União Rondonópolis | Centenário                | 25 de setembro | 3ª fase   | [ 51 ] |
| 7  | 576     | União Rondonópolis | 0–2    | Caxias             | Luthero Lopes             | 2 de outubro   | 3ª fase   | [ 52 ] |
| 8  | 794     | Ferroviária        | 1–1    | Esportivo          | Fonte Luminosa            | 3 de outubro   | 3ª fase   | [ 53 ] |

## Premiação
| Campeonato Brasileiro 2021 Série D                  |
| Goiás                                               |
| --------------------------------------------------- |
| Associação Atlética Aparecidense Campeã (1º título) |

## Mudanças de técnicos
| Clube                  | Antecessor                | Motivo     | Data         | Última partida                      | Rod | Pos         | Sucessor                     | Ref.            |
| ---------------------- | ------------------------- | ---------- | ------------ | ----------------------------------- | --- | ----------- | ---------------------------- | --------------- |
| Paragominas            | Matheus Lima              | Demitido   | 7 de junho   | Guarany de Sobral 1–0 Paragominas   | 1ª  | 8º (Gr. A2) | Robson Melo                  | [ 54 ]          |
| Gama                   | Ricardo Colbachini        | Resignado  | 12 de junho  | Gama 0–0 Aparecidense               | 2ª  | 2º (Gr. A5) | Adaílton Martins             | [ 55 ] [ 56 ]   |
| GAS                    | Marcos Piter              | Demitido   | 14 de junho  | Galvez 2–1 GAS                      | 2ª  | 8º (Gr. A1) | Leo Goiano                   | [ 57 ] [ 58 ]   |
| Penarol                | Carlos Tozzi (interino)   | Remanejado | 14 de junho  | Penarol 0–1 Castanhal               | 2ª  | 4º (Gr. A1) | Vaguinho                     | [ 59 ]          |
| Sousa                  | Índio Ferreira            | Resignado  | 21 de junho  | Sousa 0–0 Campinense                | 2ª  | 6º (Gr. A3) | Warley                       | [ 60 ] [ 61 ]   |
| Rio Branco-PR          | Danilo Fiuza              | Demitido   | 21 de junho  | Rio Branco-PR 0–1 Marcílio Dias     | 3ª  | 8º (Gr. A8) | Vitão                        | [ 62 ]          |
| América de Natal       | Daniel Neri               | Demitido   | 21 de junho  | América de Natal 2–3 ABC            | 3ª  | 5º (Gr. A3) | Renatinho Potiguar           | [ 63 ] [ 64 ]   |
| Atlético de Alagoinhas | Sérgio Araújo             | Demitido   | 22 de junho  | Retrô 3–1 Atlético de Alagoinhas    | 3ª  | 3º (Gr. A4) | Agnaldo Liz                  | [ 65 ]          |
| Uberlândia             | Waguinho Dias             | Demitido   | 28 de junho  | Caldense 3–1 Uberlândia             | 4ª  | 3º (Gr. A6) | Chiquinho Lima               | [ 66 ]          |
| Gama                   | Adaílton Martins          | Remanejado | 28 de junho  | Gama 0–3 Nova Mutum                 | 4ª  | 6º (Gr. A5) | Marcelo Caranhato            | [ 67 ]          |
| Caucaia                | Ederson Araújo            | Demitido   | 29 de junho  | Caucaia 2–2 América de Natal        | 4ª  | 8º (Gr. A3) | Carlos Júnior                | [ 68 ] [ 69 ]   |
| Patrocinense           | Cristian de Souza         | Demitido   | 1 de julho   | Águia Negra 4–1 Patrocinense        | 4ª  | 8º (Gr. A6) | Gian Rodrigues               | [ 70 ] [ 71 ]   |
| Fast Clube             | Marcelo Conte             | Demitido   | 3 de julho   | Fast Clube 1–2 Galvez               | 5ª  | 6º (Gr. A1) | Ricardo Lecheva              | [ 72 ] [ 73 ]   |
| Treze                  | Tuca Guimarães            | Demitido   | 6 de julho   | Campinense 0–0 Treze                | 5ª  | 8º (Gr. A3) | Welington Fajardo            | [ 74 ] [ 75 ]   |
| Juventus de Jaraguá    | Pingo                     | Demitido   | 11 de julho  | FC Cascavel 1–0 Juventus de Jaraguá | 6ª  | 7º (Gr. A8) | Tuca Guimarães               | [ 76 ] [ 77 ]   |
| Rio Branco-ES          | Cláudio Roberto           | Demitido   | 12 de julho  | Rio Branco-ES 1–2 Boa Esporte       | 6ª  | 6º (Gr. A6) | Andre Visser                 | [ 78 ] [ 79 ]   |
| Bahia de Feira         | Oliveira Canindé          | Demitido   | 12 de julho  | Bahia de Feira 0–1 Itabaiana        | 6ª  | 7º (Gr. A4) | Índio Ferreira               | [ 80 ] [ 81 ]   |
| Central                | Júnior Baiano             | Resignado  | 12 de julho  | ABC 2–0 Central                     | 6ª  | 6º (Gr. A3) | Nilson Corrêa                | [ 82 ] [ 83 ]   |
| Ypiranga-AP            | Vitor Jaime               | Remanejado | 13 de julho  | Penarol 1–1 Ypiranga-AP             | 6ª  | 5º (Gr. A1) | Ari Greco                    | [ 84 ] [ 85 ]   |
| Galvez                 | Paulo Roberto de Oliveira | Demitido   | 15 de julho  | Humaitá 2–1 Galvez                  | 6ª  | 4º (Gr. A1) | Célio Ivan                   | [ 86 ] [ 87 ]   |
| Águia Negra            | Rúbio Alencar             | Demitido   | 19 de julho  | Caldense 6–2 Águia Negra            | 6ª  | 7º (Gr. A6) | Luiz Carlos Vilela           | [ 88 ] [ 89 ]   |
| Imperatriz             | Mirandinha                | Resignado  | 19 de julho  | Tocantinópolis 0–0 Imperatriz       | 7ª  | 3º (Gr. A2) | Samuel Cândido               | [ 90 ] [ 91 ]   |
| Jaraguá                | Coutinho                  | Demitido   | 21 de julho  | Jaraguá 0–4 Brasiliense             | 7ª  | 8º (Gr. A5) | Edson Júnior                 | [ 92 ] [ 93 ]   |
| Inter de Limeira       | Dyego Coelho              | Demitido   | 25 de julho  | Bangu 1–1 Inter de Limeira          | 8ª  | 7º (Gr. A7) | Roger (interino)             | [ 94 ] [ 95 ]   |
| Aimoré                 | Gilson Maciel             | Demitido   | 25 de julho  | Aimoré 0–1 Juventus de Jaraguá      | 8ª  | 6º (Gr. A8) | Rafael Lacerda               | [ 96 ] [ 97 ]   |
| Sousa                  | Warley                    | Demitido   | 25 de julho  | Sousa 0–2 América de Natal          | 8ª  | 5º (Gr. A3) | Pedro Manta                  | [ 98 ] [ 99 ]   |
| GAS                    | Leo Goiano                | Demitido   | 2 de agosto  | Fast Clube 4–0 GAS                  | 9ª  | 7º (Gr. A1) | Silmar Simão                 | [ 100 ] [ 101 ] |
| Marcílio Dias          | Carlos Alberto Teco       | Licenciado | 2 de agosto  | Esportivo 0–0 Marcílio Dias         | 9ª  | 5º (Gr. A8) | Paulo Foiani                 | [ 102 ] [ 103 ] |
| Ypiranga-AP            | Ari Greco                 | Resignado  | 3 de agosto  | Ypiranga-AP 1–0 Penarol             | 9ª  | 5º (Gr. A1) | Everton Reis                 | [ 104 ]         |
| Itabaiana              | Evandro Guimarães         | Demitido   | 8 de agosto  | Murici 2–2 Itabaiana                | 10ª | 3º (Gr. A4) | Rodrigo Fonseca              | [ 105 ] [ 106 ] |
| Tocantinópolis         | Neto Costa                | Licenciado | 9 de agosto  | Palmas 2–1 Tocantinópolis           | 10ª | 8º (Gr. A2) | Jairo Nascimento             | [ 107 ]         |
| Porto Velho            | Tiago Batizoco            | Demitido   | 10 de agosto | Porto Velho 0–2 Aparecidense        | 10ª | 6º (Gr. A5) | Wesley Edson                 | [ 108 ] [ 109 ] |
| GAS                    | Silmar Simão              | Demitido   | 15 de agosto | GAS 0–2 São Raimundo-RR             | 10ª | 7º (Gr. A1) | Serginho Gois                | [ 110 ] [ 111 ] |
| Brasiliense            | Vílson Taddei             | Demitido   | 16 de agosto | Brasiliense 2–3 União Rondonópolis  | 11ª | 4º (Gr. A5) | Luan Carlos Neto             | [ 112 ] [ 113 ] |
| Moto Club              | Carlos Ferro              | Demitido   | 16 de agosto | Moto Club 1–4 Paragominas           | 11ª | 3º (Gr. A2) | Zé Augusto                   | [ 114 ] [ 115 ] |
| Murici                 | Jadson Oliveira           | Demitido   | 17 de agosto | Murici 1–1 Sergipe                  | 11ª | 8º (Gr. A4) | Sinval Victor (interino)     | [ 116 ]         |
| Rio Branco-ES          | Andre Visser              | Resignado  | 19 de agosto | Ferroviária 2–0 Rio Branco-ES       | 11ª | 6º (Gr. A6) | Cipriano Alexandre           | [ 117 ] [ 118 ] |
| Sousa                  | Pedro Manta               | Resignado  | 23 de agosto | Campinense 1–0 Sousa                | 12ª | 6º (Gr. A3) | Tardelly Abrantes (interino) | [ 119 ]         |
| Rio Branco VN          | Antônio Carlos Roy        | Demitido   | 30 de agosto | Boa Esporte 3–1 Rio Branco VN       | 13ª | 5º (Gr. A6) | Alex Gomes (interino)        | [ 120 ]         |
| Retrô                  | Luizinho Vieira           | Demitido   | 31 de agosto | Retrô 0–0 Sergipe                   | 13ª | 4º (Gr. A4) | Milton Mendes                | [ 121 ] [ 122 ] |

## Classificação geral
A classificação geral dá prioridade ao clube que avançou mais fases, e ao campeão, mesmo que tenha menor pontuação.
| Campeão (promovido à Série C em 2022)                    |                    |    |    |    |    |   |    |    |     |
| 1                                                        | Aparecidense       | 46 | 24 | 13 | 7  | 4 | 31 | 15 | +16 |
| Vice-campeão (promovido à Série C em 2022)               |                    |    |    |    |    |   |    |    |     |
| 2                                                        | Campinense         | 40 | 24 | 10 | 10 | 4 | 35 | 20 | +15 |
| Eliminados nas semifinais (promovidos à Série C em 2022) |                    |    |    |    |    |   |    |    |     |
| 3                                                        | ABC                | 43 | 22 | 13 | 4  | 5 | 43 | 21 | +22 |
| 4                                                        | Atlético Cearense  | 29 | 22 | 7  | 8  | 7 | 29 | 28 | +1  |
| Eliminados nas quartas de final                          |                    |    |    |    |    |   |    |    |     |
| 5                                                        | Ferroviária        | 43 | 20 | 12 | 7  | 1 | 29 | 8  | +21 |
| 6                                                        | América de Natal   | 34 | 20 | 9  | 7  | 4 | 33 | 23 | +10 |
| 7                                                        | Uberlândia         | 31 | 20 | 8  | 7  | 5 | 27 | 20 | +7  |
| 8                                                        | Caxias             | 28 | 20 | 7  | 7  | 6 | 20 | 17 | +3  |
| Eliminados na terceira fase                              |                    |    |    |    |    |   |    |    |     |
| 9                                                        | Joinville          | 33 | 18 | 8  | 9  | 1 | 21 | 10 | +11 |
| 10                                                       | Guarany de Sobral  | 32 | 18 | 10 | 2  | 6 | 27 | 20 | +7  |
| 11                                                       | Paragominas        | 32 | 18 | 9  | 5  | 4 | 31 | 23 | +8  |
| 12                                                       | 4 de Julho         | 28 | 18 | 8  | 4  | 6 | 22 | 15 | +7  |
| 13                                                       | União Rondonópolis | 28 | 18 | 8  | 4  | 6 | 24 | 20 | +4  |
| 14                                                       | Moto Club          | 27 | 18 | 8  | 3  | 7 | 26 | 25 | +1  |
| 15                                                       | Cianorte           | 25 | 18 | 5  | 10 | 3 | 15 | 10 | +5  |
| 16                                                       | Esportivo          | 22 | 18 | 5  | 7  | 6 | 18 | 17 | +1  |
| Eliminados na segunda fase                               |                    |    |    |    |    |   |    |    |     |
| 17                                                       | Castanhal          | 36 | 16 | 11 | 3  | 2 | 34 | 15 | +19 |
| 18                                                       | São Raimundo-RR    | 29 | 16 | 8  | 5  | 3 | 29 | 14 | +15 |
| 19                                                       | Juazeirense        | 29 | 16 | 7  | 8  | 1 | 19 | 10 | +9  |
| 20                                                       | Nova Mutum         | 28 | 16 | 8  | 4  | 4 | 19 | 14 | +5  |
| 21                                                       | FC Cascavel        | 28 | 16 | 7  | 7  | 2 | 27 | 20 | +7  |
| 22                                                       | Penarol            | 27 | 16 | 8  | 3  | 5 | 24 | 17 | +7  |
| 23                                                       | Portuguesa         | 27 | 16 | 7  | 6  | 3 | 21 | 13 | +8  |
| 24                                                       | Itabaiana          | 27 | 16 | 7  | 6  | 3 | 23 | 16 | +7  |
| 25                                                       | Sergipe            | 25 | 16 | 6  | 7  | 3 | 19 | 11 | +8  |
| 26                                                       | Boa Esporte        | 25 | 16 | 6  | 7  | 3 | 21 | 14 | +7  |
| 27                                                       | Caldense           | 24 | 16 | 7  | 3  | 6 | 28 | 22 | +6  |
| 28                                                       | Santo André        | 24 | 16 | 7  | 3  | 6 | 17 | 14 | +3  |
| 29                                                       | Galvez             | 23 | 16 | 7  | 2  | 7 | 22 | 26 | –4  |
| 30                                                       | Brasiliense        | 22 | 16 | 6  | 4  | 6 | 22 | 15 | +7  |
| 31                                                       | Bangu              | 21 | 16 | 5  | 6  | 5 | 16 | 18 | –2  |
| 32                                                       | Retrô              | 21 | 16 | 4  | 9  | 3 | 20 | 18 | +2  |

| Eliminados na primeira fase   |                        |     |    |   |   |    |    |    |     |
| Pos                           | Equipes                | Pts | J  | V | E | D  | GP | GC | SG  |
| 33                            | Rio Branco VN          | 21  | 14 | 5 | 6 | 3  | 18 | 13 | +5  |
| 34                            | Goianésia              | 21  | 14 | 5 | 6 | 3  | 15 | 14 | +1  |
| 35                            | Inter de Limeira       | 19  | 14 | 5 | 4 | 5  | 11 | 14 | –3  |
| 36                            | Palmas                 | 18  | 14 | 5 | 3 | 6  | 19 | 17 | +2  |
| 37                            | Boavista-RJ            | 18  | 14 | 5 | 3 | 6  | 11 | 13 | –2  |
| 38                            | Juventus de Jaraguá    | 18  | 14 | 4 | 6 | 4  | 12 | 11 | +1  |
| 39                            | Atlético de Alagoinhas | 18  | 14 | 4 | 6 | 4  | 15 | 17 | –2  |
| 40                            | Marcílio Dias          | 18  | 14 | 4 | 6 | 4  | 13 | 17 | –4  |
| 41                            | Imperatriz             | 17  | 14 | 3 | 8 | 3  | 14 | 17 | –3  |
| 42                            | Sousa                  | 16  | 14 | 4 | 4 | 6  | 16 | 18 | –2  |
| 43                            | Rio Branco-ES          | 15  | 14 | 4 | 3 | 7  | 17 | 22 | –5  |
| 44                            | Fast Clube             | 15  | 14 | 3 | 6 | 5  | 21 | 20 | +1  |
| 45                            | Bahia de Feira         | 15  | 14 | 3 | 6 | 5  | 18 | 20 | –2  |
| 46                            | Central                | 15  | 14 | 3 | 6 | 5  | 13 | 17 | –4  |
| 47                            | Treze                  | 15  | 14 | 2 | 9 | 3  | 18 | 16 | +2  |
| 48                            | São Bento              | 14  | 14 | 3 | 5 | 6  | 10 | 13 | –3  |
| 49                            | Madureira              | 14  | 14 | 3 | 5 | 6  | 12 | 16 | –4  |
| 50                            | Juventude Samas        | 14  | 14 | 3 | 5 | 6  | 13 | 21 | –8  |
| 51                            | Ypiranga-AP            | 13  | 14 | 3 | 4 | 7  | 13 | 22 | –9  |
| 52                            | Porto Velho            | 13  | 14 | 2 | 7 | 5  | 10 | 16 | –6  |
| 53                            | Aimoré                 | 12  | 14 | 3 | 3 | 8  | 15 | 18 | –3  |
| 54                            | ASA                    | 12  | 14 | 3 | 3 | 8  | 12 | 22 | –10 |
| 55                            | Gama                   | 12  | 14 | 2 | 6 | 6  | 13 | 18 | –5  |
| 56                            | GAS                    | 9   | 14 | 2 | 3 | 9  | 12 | 29 | –17 |
| 57                            | Caucaia                | 9   | 14 | 2 | 3 | 9  | 20 | 51 | –31 |
| 58                            | Atlético Acreano       | 7   | 14 | 2 | 1 | 11 | 14 | 35 | –21 |
| 59                            | Patrocinense           | 7   | 14 | 1 | 4 | 9  | 9  | 22 | –13 |
| 60                            | Tocantinópolis         | 7   | 14 | 1 | 4 | 9  | 17 | 31 | –14 |
| 61                            | Rio Branco-PR          | 7   | 14 | 1 | 4 | 9  | 8  | 27 | –19 |
| 62                            | Águia Negra            | 7   | 14 | 1 | 4 | 9  | 13 | 41 | –28 |
| 63                            | Murici                 | 6   | 14 | 1 | 3 | 10 | 14 | 29 | –15 |
| 64                            | Jaraguá                | 5   | 14 | 1 | 2 | 11 | 6  | 28 | –22 |
| Eliminados na fase preliminar |                        |     |    |   |   |    |    |    |     |
| 65                            | Picos                  | 3   | 2  | 1 | 0 | 1  | 3  | 3  | 0   |
| 66                            | Real Ariquemes         | 0   | 2  | 0 | 0 | 2  | 1  | 5  | –4  |
| 67                            | Santana                | 0   | 2  | 0 | 0 | 2  | 1  | 5  | –4  |
| 68                            | Aquidauanense          | 0   | 2  | 0 | 0 | 2  | 1  | 6  | –5  |

|  |                           |
|  | Finalistas                |
|  | Eliminados nas semifinais |

|  |                        |
|  | Eliminados nas quartas |
|  | Eliminados na 3ª fase  |

|  |                          |
|  | Eliminados na 2ª fase    |
|  | Eliminados na 1ª fase    |
|  | Eliminados na preliminar |

|  |                           |
|  | Finalistas                |
|  | Eliminados nas semifinais |

|  |                        |
|  | Eliminados nas quartas |
|  | Eliminados na 3ª fase  |

|  |                          |
|  | Eliminados na 2ª fase    |
|  | Eliminados na 1ª fase    |
|  | Eliminados na preliminar |